# فهرست مخترعان

## A
- Vitaly Abalakov (۱۹۰۶–۱۹۸۶)، روسیه – camming devices, Abalakov thread (or V-thread) gearless ice climbing anchor
- ارنست کارل آبه (۱۸۴۰–۱۹۰۵)، آلمان – کندانسور، apochromatic lens، شکست‌سنج
- هوهانس آدامیان (۱۸۷۹–۱۹۳۲)، اتحاد جماهیر سوسیالیستی شوروی/روسیه – tricolor principle color television
- Samuel W. Alderson (۱۹۱۴–۲۰۰۵)، ایالات متحده آمریکا – آدمک آزمایش تصادف
- Alexandre Alexeieff (۱۹۰۱–۱۹۸۲) روسیه/فرانسه – Pinscreen animation (with his wife Claire Parker)
- Rostislav Alexeyev (۱۹۱۶–۱۹۸۰)، روسیه/اتحاد شوروی – شناور اثر سطحی
- Randi Altschul (زاده ۱۹۶۰)، ایالات متحده آمریکا – Disposable تلفن همراه
- جواد اشجعی (۲۰۲۰–۱۹۴۹)، ایران/روسیه – Javad Ashjaee – ادغام GPS و Glonass
- بروس امس (زاده ۱۹۲۸)، ایالات متحده آمریکا – Ames test (Cell biology)
- Giovanni Battista Amici (۱۷۸۶–۱۸۶۳)، ایتالیا – Dipleidoscope, Amici prism
- مری اندرسن (۱۸۶۶–۱۹۵۳)، ایالات متحده آمریکا – برف‌پاک‌کن blade
- مموفوکو آندو (۱۹۱۰–۲۰۰۷)، ژاپن – Instant noodles
- هل انگر (۱۹۲۰–۲۰۰۵)، ایالات متحده آمریکا – a.o. شمارشگر گود (radioactivity measurements)، دوربین گاما
- آندرس کنوتسن آنگستروم (۱۸۸۸–۱۹۸۱)، سوئد – آفتاب‌سنج
- Ottomar Anschütz (۱۸۴۶–۱۹۰۷)، آلمان – single-curtain focal-plane shutter, electrotachyscope
- هرمان آنشوتس-کمپفه (۱۸۷۲–۱۹۳۱)، آلمان – قطب‌نمای گردش‌سنج
- ویرجینیا آپگار (۱۹۰۹–۱۹۷۴)، ایالات متحده آمریکا – نمره آپگار (for newborn babies)
- نیکولا آپر (۱۷۴۹–۱۸۴۱)، فرانسه – کنسروسازی (food preservation) using glass bottles, جستار وابسته Peter Durand
- ارشمیدس (ح. ۲۸۷–۲۱۲ پیش از میلاد)، یونان – پیچ ارشمیدس
- گوئیدو د آرتزو (ح. ۹۹۱–ح. ۱۰۳۳)، ایتالیا – Guidonian hand، نت‌نویسی، جستار وابسته پنج خط حامل
- امه ارگان (۱۷۵۰–۱۸۰۳)، فرانسه – Argand lamp
- ویلیام جورج آرمسترانگ (۱۸۱۰–۱۹۰۰)، بریتانیا – آکومولاتور هیدرولیک
- Neil Arnott (۱۷۸۸–۱۸۷۴)، بریتانیا – waterbed
- جوزف آسپدین (۱۷۸۸–۱۸۵۵)، بریتانیا – سیمان پرتلند
- جان آتاناسف (۱۹۰۳–۱۹۹۵)، بلغارستان/ایالات متحده آمریکا – digital رایانه

## B
- چارلز ببیج (۱۷۹۱–۱۸۷۱)، بریتانیا – موتور تحلیلی (نیمه‌خودکار)
- Tabitha Babbit (۱۷۷۹–۱۸۵۳)، ایالات متحده آمریکا – کارخانه چوب‌بری اره گرد
- Victor Babeș (۱۸۵۴–۱۹۲۶) رومانی – بابزیا، بنیان‌گذار serum therapy
- لئوهندریک باکلند (۱۸۶۳–۱۹۴۴)، جمعیت‌شناسی بلژیک–ایالات متحده آمریکا – Velox photographic paper و باکالیت
- رالف بائر (۱۹۲۲–۲۰۱۴)، آلمان زاده ایالات متحده آمریکا – کنسول بازی
- مصطفی شاملویی (1987–2022)، ایران-امریکا – a.o. سامانه هوایی،  خنثی سازی بمب،
- آدولف فون بایر (۱۸۳۵–۱۹۱۷)، آلمان – a.o. فلورسین، synthetic رنگ نیل، فنول فتالئین
- جان لوگی برد (۱۸۸۸–۱۹۴۶)، اسکاتلند – an electromechanical television, electronic color television
- اخترشناسی در سده‌های میانه اسلامی (ح. ۱۲۳۵)، تاریخ ایران/ایران – mechanical چرخ‌دندهed اسطرلاب به همراه گاه‌شماری شمسی–قمری
- جورج بالاس (۱۹۲۵–۲۰۱۱)، ایالات متحده آمریکا – حاشیه‌زن
- ولادیمیر بارانوف-روسین (۱۸۸۸–۱۹۴۴)، روسیه/فرانسه – Optophonic Piano
- جان باربر (۱۷۳۴–۱۸۰۱)، بریتانیا – توربین گازی
- جان باردین (۱۹۰۸–۱۹۹۱)، ایالات متحده آمریکا – co-مخترع ترانزیستور
- Vladimir Barmin (۱۹۰۹–۱۹۹۳)، روسیه – first rocket پایگاه فضایی (پایگاه فضایی)
- Anthony R. Barringer (۱۹۲۵–۲۰۰۹)، کانادا/ایالات متحده آمریکا – INPUT (Induced Pulse Transient) airزادهe electromagnetic system
- Earl W. Bascom (۱۹۰۶–۱۹۹۵)، کانادا/ایالات متحده آمریکا – rodeo bucking chute (۱۹۱۶ و ۱۹۱۹)، rodeo bronc saddle (۱۹۲۲)، rodeo bareback rigging (۱۹۲۴)، rodeo riding chaps (۱۹۲۶)
- نیکولای باسوف (۱۹۲۲–۲۰۰۱)، روسیه – co-مخترع لیزر و میزر
- Émile Baudot (۱۸۴۵–۱۹۰۳)، فرانسه – Baudot code
- اویگن باومان (۱۸۴۶–۱۸۹۶)، آلمان – پلی وینیل کلراید
- Trevor Baylis (۱۹۳۷–۲۰۱۸)، بریتانیا – wind-up radio
- Maria Beasley (۱۸۴۷–۱۹۰۴)، ایالات متحده آمریکا – بشکه machine, improved life raft
- فرانسیس بوفورت (۱۷۷۴–۱۸۵۷)، Ireland/UK – مقیاس بوفورت، Beaufort cipher
- آرنولد اورویل بکمان (۱۹۰۰–۲۰۰۴)، ایالات متحده آمریکا – پی‌اچ meter الکتریکی
- ولادیمیر بختیرف (۱۸۵۷–۱۹۲۷)، روسیه – Bekhterev's Mixture
- Josip Belušić (۱۸۴۷–?)، کرواسی – سرعت‌سنج الکتریکی
- الکساندر گراهام بل (۱۸۴۷–۱۹۲۲)، بریتانیا، کانادا، و ایالات متحده آمریکا – تلفن
- Nikolay Benardos (۱۸۴۲–۱۹۰۵)، امپراتوری روسیه – جوشکاری با قوس الکتریکی (specifically carbon arc welding, first arc welding method)
- روت بنریتو (۱۹۱۶–۲۰۱۳)، ایالات متحده آمریکا – a.o. Permanent press (no-iron clothing)
- Miriam Benjamin (۱۸۶۱–۱۹۴۷)، Washington, D.C. – Gong and signal chair (adopted by House of Representatives و precursor to flight attendant signal system)
- ویلیام آر بنت (۱۹۳۰–۲۰۰۸)، مشترکاً به همراه علی جوان (۱۹۲۶–)، ایالات متحده آمریکا/ایران – لیزر گازی (هلیوم-نئون)
- Melitta Bentz (۱۸۷۳–۱۹۵۰)، آلمان – کاغذ Coffee filter
- کارل بنز (۱۸۴۴–۱۹۲۹)، آلمان – petrol-powered خودرو
- هانس برگر (۱۸۷۳–۱۹۴۱)، آلمان – first human نوار مغزی و its development
- فریدریش برژیوس (۱۸۸۴–۱۹۴۹)، آلمان – Bergius process (synthetic fuel from coal)
- امیل برلینر (۱۸۵۱–۱۹۲۹)، آلمان و ایالات متحده آمریکا – disc record گرامافون
- تیم برنرز لی (زاده ۱۹۵۵)، بریتانیا – with رابرت کایو، وب جهان‌گستر
- مارسلین بارتلت (۱۸۲۷–۱۹۰۷)، فرانسه – Berthelot's reagent (chemistry)
- ماکس بیلشافسکی (۱۸۶۹–۱۹۴۰)، آلمان – Bielschowsky stain (histology)
- آلفرد بینه (۱۸۵۷–۱۹۱۱)، فرانسه – with his student تئودور سیمون (۱۸۷۲–۱۹۶۱)، first practical بهره هوشی
- لوچو بینی (۱۹۰۸–۱۹۶۴)، مشترکاً به همراه اوگو چرلتی (۱۸۷۷–۱۹۶۳)، ایتالیا – درمان با ضربه الکتریکی تشنج‌آور
- گرد بینینگ (زاده ۱۹۴۷)، with Christoph Gerber, Calvin Quate و هاینریش روهرر، آلمان/سوئیس/ایالات متحده آمریکا – میکروسکوپ نیروی اتمی و میکروسکوپ تونلی روبشی
- Clarence Birdseye (۱۸۸۶–۱۹۵۶)، ایالات متحده آمریکا – Flash freezing
- لاسلو بیرو (۱۸۹۹–۱۹۸۵)، مجارستان – خودکار
- تور بیورکلوند (۱۸۸۹–۱۹۷۵)، نروژ – رنده پنیر
- جیمز استوارت بلکتون (۱۸۷۵–۱۹۴۱)، ایالات متحده آمریکا – استاپ موشن
- اتو بلاثی (۱۸۶۰–۱۹۳۹)، مجارستان – co-مخترع ترانسفورماتور، وات‌متر، جریان متناوب (AC) و توربو ژنراتور
- John Blenkinsop (۱۷۸۳–۱۸۳۱)، بریتانیا – Blenkinsop rack railway system
- Charles K. Bliss (۱۸۹۷–۱۹۸۵)، Austro-مجارستان/استرالیا – Blissymbols
- کاتارین بور بلودگت (۱۸۹۸–۱۹۷۹)، بریتانیا – nonreflective glass
- Alan Blumlein (۱۹۰۳–۱۹۴۲)، بریتانیا – استریو
- David Boggs (زاده ۱۹۵۰)، ایالات متحده آمریکا – اترنت
- Nils Bohlin (۱۹۲۰–۲۰۰۲)، سوئد – three-point کمربند ایمنی
- Charlie Booth (۱۹۰۳–۲۰۰۸)، استرالیا – Starting blocks
- Sam زاده (۱۸۹۱–۱۹۵۹)، روسیه/ایالات متحده آمریکا – آبنبات چوبی-making machine
- جاگادیش چاندرا بوس (۱۸۵۸–۱۹۳۷)، هند – Crescograph
- Matthew Piers Watt Boulton (۱۸۲۰–۱۸۹۴)، بریتانیا – شهپر
- Seth Boyden (۱۷۸۸–۱۸۷۰)، ایالات متحده آمریکا – nail-making machine
- هربرت بویر (زاده ۱۹۳۶)، مشترکاً به همراه پل برگ (۱۹۲۶–)، و استنلی نورمن کوهن (۱۹۳۵–)، ایالات متحده آمریکا – created first جانداران دستکاری‌شده ژنتیکی
- ویلارد بویل (۱۹۲۴–۲۰۱۱)، مشترکاً به همراه جرج ئی. اسمیت (۱۹۳۰–)، ایالات متحده آمریکا – دستگاه بارجفت‌شده (CCD)
- هیوگ برندنر (۱۹۱۵–۲۰۰۸)، ایالات متحده آمریکا – Wetsuit
- لوئی بریل (۱۸۰۹–۱۸۵۲)، فرانسه – بریل، Braille musical notation
- Jacques E. Brandenberger (۱۸۷۲–۱۹۵۴)، سوئیس – سلوفان
- ادوار برانلی (۱۸۴۴–۱۹۴۰)، فرانسه – هم‌چسبیده
- Charles F. Brannock (۱۹۰۳–۱۹۹۲)، ایالات متحده آمریکا – Brannock Device (سایز کفش)
- والتر هاوسر براتین (۱۹۰۲–۱۹۸۷)، ایالات متحده آمریکا – co-مخترع ترانزیستور
- کارل فردیناند براون (۱۸۵۰–۱۹۱۸)، آلمان – لامپ پرتوی کاتدی اسیلوسکوپ
- Stanislav Brebera (۱۹۲۵–۲۰۱۲)، Czech Republic – سمتکس explosive
- دیوید بروستر (۱۷۸۱–۱۸۶۸)، بریتانیا – زیبابین
- راشل فولر بران (۱۸۹۸–۱۹۸۰)، ایالات متحده آمریکا – نیستاتین، world's first antifungal antibiotic
- William C. Brown (۱۹۱۶–۱۹۹۹)، ایالات متحده آمریکا – Crossed-field amplifier
- Marie Van Brittan Brown (۱۹۲۲–۱۹۹۹)، ایالات متحده آمریکا – home security system
- Friedrich Wilhelm Gustav Bruhn (۱۸۵۳–۱۹۲۷)، آلمان – Taximeter
- نیکلای بروسنتساو (۱۹۲۵–۲۰۱۴)، اتحاد جماهیر سوسیالیستی شوروی، روسیه – کامپیوترهای مبنای سه (Setun)
- Dudley Allen Buck (۱۹۲۷–۱۹۵۹)، ایالات متحده آمریکا – a.o. Cryotron، حافظه تداعی‌گر
- Edwin Beard Budding (۱۷۹۵–۱۸۴۶)، بریتانیا – علف‌بر
- گرش بودکر (۱۹۱۸–۱۹۷۷)، روسیه – electron cooling, co-مخترع برخورددهنده
- روبرت بونزن (۱۸۱۱–۱۸۹۹)، آلمان – چراغ بونزن
- Henry Burden (۱۷۹۱–۱۸۷۱) اسکاتلند و ایالات متحده آمریکا – Horseshoe machine, first ایالات متحده آمریکاble iron railroad spike

## C
- رابرت کایو (زاده ۱۹۴۷)، بلژیک – with تیم برنرز لی، وب جهان‌گستر
- نیکلاس کالان (۱۷۹۹–۱۸۶۴)، Ireland – a.o. قرقره رومکروف
- Tullio Campagnolo (۱۹۰۱–۱۹۸۳)، ایتالیا – Quick release skewer
- Charles Cantor (زاده ۱۹۴۲)، ایالات متحده آمریکا – Pulsed-field gel electrophoresis (molecular biology)
- ماریو کاپکی (زاده ۱۹۳۷)، مشترکاً به همراه مارتین اونز (زاده ۱۹۴۱)، و الیور اسمیتیز (زاده ۱۹۲۵)، ایالات متحده آمریکا – هدف‌گیری ژنی
- Arturo Caprotti (۱۸۸۱–۱۹۳۸)، ایتالیا – Caprotti valve gear
- جرلامو کاردانو (۱۵۰۱–۱۵۷۶)، ایتالیا – a.o. Cardan grille (cryptography)
- چستر کارلسون (۱۹۰۶–۱۹۶۸)، ایالات متحده آمریکا – الکتروفتوگرافی
- والاس کاروترز (۱۸۹۶–۱۹۳۷)، ایالات متحده آمریکا – نایلون و نئوپرن (مشترکاً به همراه Arnold Collins)
- Antonio Benedetto Carpano (۱۷۶۴–۱۸۱۵)، ایتالیا – ورموت
- جووانی کاسلی (۱۸۱۵–۱۸۹۱)، ایتالیا/فرانسه – Pantelegraph
- جورج کیلی (۱۷۷۳–۱۸۵۷)، بریتانیا – tension-spoke wheels
- آندرش سلسیوس (۱۷۰۱–۱۷۴۴)، سوئد – سلسیوس temperature scale
- وینتون سرف (زاده ۱۹۴۳)، مشترکاً به همراه باب کان (۱۹۳۸–)، ایالات متحده آمریکا – پروتکل اینترنت (IP)
- اوگو چرلتی (۱۸۷۷–۱۹۶۳)، مشترکاً به همراه لوچو بینی (۱۹۰۸–۱۹۶۴)، ایتالیا – درمان با ضربه الکتریکی تشنج‌آور
- Charles Chamberland (۱۸۵۱–۱۹۰۸)، فرانسه – Chamberland filter
- Min Chueh Chang (۱۹۰۸–۱۹۹۱)، مشترکاً به همراه گریگوری گودوین پینکوس (۱۹۰۳–۱۹۶۷)، ایالات متحده آمریکا/چین – قرص ضدبارداری
- Thomas Chang (زاده ۱۹۳۳)، کانادا/چین – سلول مصنوعی
- Emmett Chapman (زاده ۱۹۳۶)، US – چپمن استیک
- کلود کپه (۱۷۶۳–۱۸۰۵)، فرانسه – Semaphore line
- دیوید چام (زاده ۱۹۵۵)، ایالات متحده آمریکا – a.o. دیوید چام, ecash
- Vladimir Chelomey (۱۹۱۴–۱۹۸۴)، اتحاد جماهیر سوسیالیستی شوروی– first ایستگاه فضایی (برنامه فضایی سالیوت)
- پاول چرنکوف (۱۹۰۴–۱۹۹۰)، اتحاد جماهیر سوسیالیستی شوروی – Cherenkov detector
- Evgeniy Chertovsky (زاده ۱۹۰۲-نامعلوم)، روسیه – pressure suit
- Ward Christensen (زاده ۱۹۴۵)، ایالات متحده آمریکا – بی‌بی‌اس
- اوله کیرک کریستیانسن (۱۸۹۱–۱۹۵۸)، دانمارک – creator of لگو
- ساموئل هانتر کریستی (۱۷۸۴–۱۸۶۵)، بریتانیا – پل ویتستون
- خوان د لا سییروا (۱۸۹۵–۱۹۳۶)، Spain – هواچرخ
- لیلاند کلارک (۱۹۱۸–۲۰۰۵)، ایالات متحده آمریکا – Clark electrode (medicine)
- ژرژ کلود (۱۸۷۰–۱۹۶۰)، فرانسه – لامپ نئون
- آنری کواندا (۱۸۸۶–۱۹۷۲)، رومانی – اثر کواندا
- جوزفین کاکرن (۱۸۳۹–۱۹۱۳)، ایالات متحده آمریکا – ماشین ظرف‌شویی
- کریستوفر کوکرل (۱۹۱۰–۱۹۹۹)، بریتانیا – هواناو
- Aeneas Coffey (۱۷۸۰–۱۸۵۲)، Ireland – Coffey still
- Sir Henry Cole (۱۸۰۸–۱۸۸۲)، بریتانیا – Christmas card
- ساموئل کلت (۱۸۱۴–۱۸۶۲)، ایالات متحده آمریکا – هفت‌تیر development
- Sir William Congreve (۱۷۷۲–۱۸۲۸)، بریتانیا - Congreve rocket
- George Constantinescu (۱۸۸۱–۱۹۶۵)، رومانی – creator theory of sonics, a new branch of مکانیک محیط‌های پیوسته
- Albert Coons (۱۹۱۲–۱۹۷۸)، ایالات متحده آمریکا – Immunofluorescence (microscopy)
- مارتین کوپر (زاده ۱۹۲۸)، ایالات متحده آمریکا — تلفن همراه
- Harry Coover (۱۹۱۷–۲۰۱۱)، ایالات متحده آمریکا – سیانواکریلات
- Lloyd Groff Copeman (۱۸۶۵–۱۹۵۶)، ایالات متحده آمریکا – اجاق الکتریکی
- Cornelis Corneliszoon (۱۵۵۰–۱۶۰۷)، The هلند – wind powered کارخانه چوب‌بری
- Alexander Coucoulas (زاده ۱۹۳۳)، ایالات متحده آمریکا – Thermosonic bonding
- Wallace H. Coulter (۱۹۱۳–۱۹۹۸)، ایالات متحده آمریکا – Coulter principle
- ژاک-ایو کوستو (۱۹۱۰–۱۹۹۷)، فرانسه – co-مخترع aqualung و نیکونوس underwater camera
- John "Jack" Higson Cover Jr. (۱۹۲۰–۲۰۰۹)، ایالات متحده آمریکا – تپانچه برقی
- ویلیام کروکز (۱۸۳۲–۱۹۱۹)، بریتانیا – رادیومتر کروکس، لامپ کروکز
- بارتولومئو کریستافوری (۱۶۵۵–۱۷۳۱)، ایتالیا – پیانو
- اسکات کرامپ (inv. c. ۱۹۸۹)، ایالات متحده آمریکا – a.o. ساخت فیلامان ذوبی
- Nicolas-Joseph Cugnot (۱۷۲۵–۱۸۰۴)، فرانسه – first موتور بخار road vehicle
- William Cullen (۱۷۱۰–۱۷۹۰)، بریتانیا – first artificial یخچال
- یان چکرالسکی (۱۸۸۵–۱۹۵۳)، لهستان / آلمان – فرایند چکرالسکی (crystal growth)

## D
- گوستاف دالن (۱۸۶۹–۱۹۳۷)، سوئد – AGA cooker, Dalén light, Agamassan, Sun valve for lighthouses and buoys
- جان فردریک دانیل (۱۷۹۰–۱۸۴۵)، بریتانیا – سلول دانیل
- Corradino D'Ascanio (۱۸۹۱–۱۹۸۱)، ایتالیا – وسپا scooter
- لئوناردو دا وینچی (۱۴۵۲–۱۵۱۹)، ایتالیا – بالگرد، تانک، چتر نجات
- Jacob Davis (۱۸۶۸–۱۹۰۸)، ایالات متحده آمریکا – شلوار جین
- همفری دیوی (۱۷۷۸–۱۸۲۹)، بریتانیا – لامپ دیوی
- Joseph Day (۱۸۵۵–۱۹۴۶)، بریتانیا – crankcase-compression موتور دوزمانه
- لی دفارست (۱۸۷۳–۱۹۶۱)، ایالات متحده آمریکا – Phonofilm، ترایود
- فه دل موندو (۱۹۱۱–۲۰۱۱)، فیلیپین – non-electric incubator
- Yuri Nikolaevich Denisyuk (۱۹۲۷–۲۰۰۶)، روسیه – 3D تمام‌نگاری
- رابرت دنارد (زاده ۱۹۳۲)، ایالات متحده آمریکا– حافظه تصادفی پویا (DRAM)
- Miksa Deri (۱۸۵۴–۱۹۳۸)، مجارستان – co-مخترع an improved closed-core ترانسفورماتور
- جیمز دیوئر (۱۸۴۲–۱۹۲۳)، بریتانیا – فلاسک
- الکساندر دیانین (۱۸۵۱–۱۹۱۸)، روسیه – بیسفنول ای، ترکیب دیانین
- ویلیام کندی دیکسون (۱۸۶۰–۱۹۳۵)، بریتانیا – دوربین فیلم‌برداری
- Philip Diehl (۱۸۴۷–۱۹۱۳)، ایالات متحده آمریکا – پنکه سقفی
- رودلف دیزل (۱۸۵۸–۱۹۱۳)، آلمان – موتور دیزل
- William H. Dobelle (۱۹۴۳–۲۰۰۴)، ایالات متحده آمریکا – پروتزهای بینایی
- یوهان ولفگانگ دوبراینر (۱۷۸۰–۱۸۴۹)، آلمان – لامپ دوبراینر (chemistry)
- Toshitada Doi (زاده ۱۹۴۳)، ژاپن، مشترکاً به همراه Joop Sinjou, هلند – لوح فشرده
- ری دالبی (۱۹۳۳–۲۰۱۳)، ایالات متحده آمریکا – Dolby noise-reduction system
- Gene Dolgoff (زاده ۱۹۵۰)، ایالات متحده آمریکا – LCD projector
- میکائل دولی‌وو-دبرولسکی (۱۸۶۲–۱۹۱۹)، لهستان/روسیه – توان الکتریکی سه فاز
- Marion O'Brien Donovan (۱۹۱۷–۱۹۹۸)، ایالات متحده آمریکا – پوشک
- هاب فن دورن (۱۹۰۰–۱۹۷۹)، هلند، جعبه دنده واریوماتیک جعبه‌دنده متغیر پیوسته
- John Thompson Dorrance (۱۸۷۳–۱۹۳۰)، ایالات متحده آمریکا – سوپ
- Amanda Minnie Douglas (۱۸۳۱–۱۹۱۶)، writer و inventor (portable folding mosquito net frame)
- چارلز هنری داو (۱۸۵۱–۱۹۰۲)، ایالات متحده آمریکا – میانگین صنعتی داو جونز
- Mulalo Doyoyo (زاده ۱۹۷۰)، South Africa/ایالات متحده آمریکا – Cenocell – cementless concrete
- Anastase Dragomir (۱۸۹۶–۱۹۶۶)، رومانی – صندلی‌پران
- کارل درایس (۱۷۸۵–۱۸۵۱)، آلمان – dandy horse، خطرو
- Richard Drew (۱۸۹۹–۱۹۸۰)، ایالات متحده آمریکا – Masking tape
- جان بوید دانلوپ (۱۸۴۰–۱۹۲۱)، بریتانیا – first practical تایر
- Cyril Duquet (۱۸۴۱–۱۹۲۲)، کانادا – گوشی
- Alexey Dushkin (۱۹۰۴–۱۹۷۷)، روسیه – ایستگاه مترو
- جیمز دایسون (زاده ۱۹۴۷)، بریتانیا – Dual Cyclone bagless vacuum cleaner, incorporating the principles of سیکلون.

## E
- جرج ایستمن (۱۸۵۴–۱۹۳۲)، ایالات متحده آمریکا – فیلم رول
- پرسپر اکرت (۱۹۱۹–۱۹۹۵)، ایالات متحده آمریکا – انیاک
- توماس ادیسون (۱۸۴۷–۱۹۳۱)، ایالات متحده آمریکا – گرامافون، commercially practical لامپ رشته‌ای، stock ticker, ticker-tape machine etc.
- پر ویکتور ادمن (۱۹۱۶–۱۹۷۷)، سوئد – Edman degradation for Protein sequencing
- رابرت ادواردز (۱۹۲۵–۲۰۱۳)، بریتانیا – لقاح مصنوعی
- Ellen Eglin (۱۸۴۹–ح. ۱۸۹۰)، ایالات متحده آمریکا – چلانگر
- برندان آیک (زاده ۱۹۶۱)، ایالات متحده آمریکا – جاوااسکریپت (programming language)
- ویلم اینتهوون (۱۸۶۰–۱۹۲۷)، هلند – نوار قلب
- بنجامین آیزنشتات (۱۹۰۶–۱۹۹۶)، ایالات متحده آمریکا – a.o. بسته شکر
- Paul Eisler (۱۹۰۷–۱۹۹۲)، Austria/ایالات متحده آمریکا – برد مدار چاپی (electronics)
- Giorgi Eliava (۱۸۹۲–۱۹۳۷)، مشترکاً به همراه فلیکس درل (۱۸۷۳–۱۹۴۹)، فرانسه / Georgia – Phage therapy
- Ivan Elmanov، روسیه – first مونوریل (horse-drawn)
- Rune Elmqvist (۱۹۰۶–۱۹۹۶)، سوئد – implantable pacemaker
- John Haven Emerson (۱۹۰۶–۱۹۹۷)، ایالات متحده آمریکا – iron lung
- داگلاس انگلبارت (۱۹۲۵–۲۰۱۳)، ایالات متحده آمریکا – ماوس
- جان اریکسون (۱۸۰۳–۱۸۸۹)، سوئد – two screw-propeller
- لارس مگنوس اریکسون (۱۸۴۶–۱۹۲۶)، سوئد – the handheld micro telephone[۱]
- امیل ارلنمایر (۱۸۲۵–۱۹۰۹)، آلمان – ارلن
- مارتین اونز (زاده ۱۹۴۱)، مشترکاً به همراه ماریو کاپکی (زاده ۱۹۳۷)، و الیور اسمیتیز (۱۹۲۵–۲۰۱۷)، ایالات متحده آمریکا – Knockout mouse، هدف‌گیری ژنی
- Ole Evinrude (۱۸۷۷–۱۹۳۴)، نروژ – موتور قایقرانی

## F
- شارل فابری (۱۸۶۷–۱۹۴۵)، مشترکاً به همراه آلفرد پرو (۱۸۶۳–۱۹۲۵)، فرانسه – تداخل‌سنج فابری-پرو (فیزیک)
- Samuel Face (۱۹۲۳–۲۰۰۱)، ایالات متحده آمریکا – concrete flatness/levelness technology; Lightning Switch
- فدریکو فاجین (زاده ۱۹۴۱)، ایتالیا – ریزپردازنده
- گابریل دانیل فارنهایت (۱۶۸۶–۱۷۳۶)، هلند – فارنهایت temperature scale, دماسنج جیوه‌ای
- مایکل فارادی (۱۷۹۱–۱۸۶۷)، بریتانیا – ترانسفورماتور الکتریکی، موتور الکتریکی
- یوهان ماریا فارینا (۱۶۸۵–۱۷۶۶)، آلمان؛ ادکلن
- Myra Juliet Farrell (۱۸۷۸–۱۹۵۷)، استرالیا – stitchless button, Press stud
- فایلو فارنسورث (۱۹۰۶–۱۹۷۱)، ایالات متحده آمریکا – a.o. الکترونیک television
- محمد بن ابراهیم فزاری (d. ۷۹۶/۸۰۶)، تاریخ ایران – اسطرلاب
- جان فن (۱۹۱۷–۲۰۱۰)، ایالات متحده آمریکا – یونش الکتروافشانه
- هنری جان هورستمان فنتون (۱۸۵۴–۱۹۲۹)، بریتانیا – واکنشگر فنتون (chemistry)
- James Fergason (۱۹۳۴–۲۰۰۸)، ایالات متحده آمریکا – improved ال‌سی‌دی
- انریکو فرمی (۱۹۰۱–۱۹۵۴)، ایتالیا – رآکتور هسته‌ای
- Humberto Fernández Morán (۱۹۲۴–۱۹۹۹)، Venezuela – اسکالپل، میکروتوم
- میکله فریرو (۱۹۲۵–۲۰۱۵)، ایتالیا – کیندر سورپرایز = کیندر سورپرایز، نوتلا
- Bran Ferren (زاده ۱۹۵۳)، ایالات متحده آمریکا – چندلمسی (multi-touch)، مشترکاً به همراه دانیل هیلیس
- رجینالد ابری فسندن (۱۸۶۶–۱۹۳۲)، کانادا – two-way radio
- روبرت فویلگن (۱۸۸۴–۱۹۵۵)، آلمان – Feulgen stain (histology)
- Adolf Gaston Eugen Fick (۱۸۲۹–۱۹۰۱)، آلمان – عدسک
- عباس بن فرناس (Armen Firman) (۸۱۰–۸۸۷)، اندلس – artificial بالs, شیشه سیلیسی و شیشه سیلیسی، مترونوم
- آرتور تی. فیشر (۱۹۱۹–۲۰۱۶) آلمان – fasteners including فیشرتکنیک.
- فرانتس یوزف امیل فیشر (۱۸۷۷–۱۹۴۷)، مشترکاً به همراه Hans Schrader (۱۹۲۱–۲۰۱۲)، آلمان – Fischer assay (oil yield test)
- فرانتس یوزف امیل فیشر (۱۸۷۷–۱۹۴۷)، مشترکاً به همراه هانس تروپش (۱۸۸۹–۱۹۳۵)، آلمان – فرایند فیشر–تروپش (refinery process)
- Gerhard Fischer (۱۸۹۹–۱۹۸۸)، آلمان/ایالات متحده آمریکا – فلزیاب
- پل سی. فیشر (۱۹۱۳–۲۰۰۶)، ایالات متحده آمریکا – قلم فضایی
- الکساندر فلمینگ (۱۸۸۱–۱۹۵۵)، اسکاتلند – پنی‌سیلین
- جان آمبروز فلمینگ (۱۸۴۸–۱۹۴۵)، بریتانیا – لامپ خلأ
- سندفورد فلمینگ (۱۸۲۷–۱۹۱۵)، کانادا – Universal Standard Time
- Nicolas Florine (۱۸۹۱–۱۹۷۲)، گرجستان/روسیه/بلژیک – first پروانه‌های پشت سرهم بالگرد to fly freely
- توماس هارولد فلاورز (۱۹۰۵–۱۹۹۸)، بریتانیا – رایانه کلوسوس an early electronic computer.
- Thomas J. Fogarty (زاده ۱۹۳۴)، ایالات متحده آمریکا – Embolectomy catheter (medicine)
- Enrico Forlanini (۱۸۴۸–۱۹۳۰)، ایتالیا – Steam helicopter، قایق باله‌دار، Forlanini airships
- Eric Fossum (زاده ۱۹۵۷)، ایالات متحده آمریکا – intra-pixel charge transfer in حسگر پیکسل-فعالs
- لئون فوکو (۱۸۱۹–۱۸۶۸)، فرانسه – آونگ فوکو، چرخش‌نما، جریان گردابی
- Benoît Fourneyron (۱۸۰۲–۱۸۶۷)، فرانسه – توربین آبی
- John Fowler (۱۸۲۶–۱۸۶۴)، بریتانیا – steam-driven ploughing engine
- بنجامین فرانکلین (۱۷۰۶–۱۷۹۰)، ایالات متحده آمریکا – برق‌گیر، عدسی دو دید، Franklin stove، آرمونیکا
- هرمان فراش (۱۸۵۱–۱۹۱۴)، آلمان / ایالات متحده آمریکا – فرایند فراش (petrochemistry)، پارافین purification
- Ian Hector Frazer (زاده ۱۹۵۳)، مشترکاً به همراه Jian Zhou (۱۹۵۷–۱۹۹۹)، ایالات متحده آمریکا/چین – واکسن پاپیلوما ویروس انسانی against سرطان دهانه رحم
- اگوستن-ژان فرینل (۱۷۸۸–۱۸۲۷)، فرانسه – عدسی فرنل
- ویلیام فریزگرین (۱۸۵۵–۱۹۲۱)، بریتانیا – فیلم‌برداری
- Julius Fromm (۱۸۸۳–۱۹۴۵)، آلمان – first seamless کاندوم
- Arthur Fry (زاده ۱۹۳۱)، ایالات متحده آمریکا – Post-it note
- باکمینستر فولر (۱۸۹۵–۱۹۸۳)، ایالات متحده آمریکا – گنبد ژئودزیک
- رابرت فولتن (۱۷۶۵–۱۸۱۵)، ایالات متحده آمریکا – first commercially successful کشتی بخار، first practical زیردریایی
- Ivan Fyodorov (ح. ۱۵۱۰–۱۵۸۳)، روسیه/مشترک‌المنافع لهستان–لیتوانی – invented لوله سلاح خمپاره‌انداز، introduced چاپ in روسیه
- Svyatoslav Fyodorov (۱۹۲۷–۲۰۰۰)، روسیه – radial keratotomy
- Vladimir Fyodorov (۱۸۷۴–۱۹۶۶)، روسیه – Fedorov Avtomat (first self-loading تفنگ جنگی، arguably the first تفنگ تهاجمی)

## G
- دنیس گابور (۱۹۰۰–۱۹۷۹)، Hungarian-British – تمام‌نگاری
- Boris Borisovich Galitzine (۱۸۶۲–۱۹۱۶)، روسیه – الکترومغناطیس لرزه‌سنج
- Joseph G. Gall (زاده ۱۹۲۸)، ایالات متحده آمریکا – هیبریداسیون درجا (cell biology)
- Alfred William Gallagher (۱۹۱۱–۱۹۹۰)، New Zealand – حصار الکتریکی for farmers
- دیمیتری زد گاربوزوف (۱۹۴۰–۲۰۰۶)، روسیه/ایالات متحده آمریکا – continuous-wave-operating لیزر دیودی (مشترکاً به همراه ژورس آلفروف)، high-power diode lasers
- Elmer R. Gates (۱۸۵۹–۱۹۲۳)، ایالات متحده آمریکا – foam fire extinguisher, electric loom mechanisms, magnetic & diamagnetic separators, educational toy ("box & blocks")*
- ریچارد گاتلینگ (۱۸۱۸–۱۹۰۳)، ایالات متحده آمریکا – wheat drill, first successful مسلسل
- Georgy Gause (۱۹۱۰–۱۹۸۶)، روسیه – gramicidin S، نئومایسین، لینکومایسین و other آنتی‌بیوتیک
- E. K. Gauzen، روسیه – three bolt equipment (early diving costume)
- Norman Gaylord (۱۹۲۳–۲۰۰۷)، ایالات متحده آمریکا – rigid gas-permeable عدسک
- Karl-Hermann Geib (۱۹۰۸–۱۹۴۹)، آلمان / اتحاد شوروی – Girdler sulfide process
- هانس گایگر (۱۸۸۲–۱۹۴۵)، آلمان – شمارشگر گایگر
- آندره گایم (زاده ۱۹۵۸)، روسیه/بریتانیا – گرافین
- Nestor Genko (۱۸۳۹–۱۹۰۴)، روسیه – کمربند جنگلی گنکو (the first large-scale بادشکن system)
- Christoph Gerber (?–)، with Calvin Quate (۱۹۲۳–)، و with گرد بینینگ (۱۹۴۷–)، آلمان/ایالات متحده آمریکا/سوئیس – میکروسکوپ نیروی اتمی
- Friedrich Clemens Gerke (۱۸۰۱–۱۸۸۸)، آلمان – current international کد مورس
- David Gestetner (۱۸۵۴–۱۹۳۹)، Austria-مجارستان / UK – a.o. Gestetner copier
- Alberto Gianni (۱۸۹۱–۱۹۳۰)، ایتالیا – Torretta butoscopica
- John Heysham Gibbon (۱۹۰۳–۱۹۷۳)، ایالات متحده آمریکا – بای‌پس قلبی ریوی
- گوستاو گیمسا (۱۸۶۷–۱۹۴۸)، آلمان – رنگ گیمسا (histology)
- Adolph Giesl-Gieslingen (۱۹۰۳–۱۹۹۲)، Austria – Giesl ejector
- آنری ژیفار (۱۸۲۵–۱۸۸۲)، فرانسه – powered کشتی هوایی، انژکتور
- دونالد آرتور گلایزر (۱۹۲۶–۲۰۱۳)، ایالات متحده آمریکا – اتاقک حباب
- C. W. Fuller (inv. ۱۹۵۳)، ایالات متحده آمریکا – Gilhoolie
- والنتین گلوشکو (۱۹۰۸–۱۹۸۹)، روسیه – سوخت هایپرگل، پیشرانه الکتریکی فضاپیما, Soviet موتور راکتs (including world's most powerful موشک با سوخت مایع موتور راکت RD-۱۷۰)
- Heinrich Göbel (۱۸۱۸–۱۸۹۳)، آلمان – incandescent lamp
- Leonid Gobyato (۱۸۷۵–۱۹۱۵)، روسیه – man-portable خمپاره‌انداز
- رابرت گدارد (۱۸۸۲–۱۹۴۵)، ایالات متحده آمریکا – liquid fuel rocket
- Sam Golden (۱۹۱۵–۱۹۹۷)، مشترکاً به همراه Leonard Bocour (۱۹۱۰–۱۹۹۳)، ایالات متحده آمریکا – اکریلیک
- Peter Carl Goldmark (۱۹۰۶–۱۹۷۷)، مجارستان – صفحه گرامافون (LP), CBS color television
- کامیلو گلجی (۱۸۴۳–۱۹۲۶)، ایتالیا – Golgi's method (histology)
- György Gömöri (۱۹۰۴–۱۹۵۷)، مجارستان / ایالات متحده آمریکا– Gömöri trichrome stain, Gömöri methenamine silver stain (histology)
- چارلز گودیر (۱۸۰۰–۱۸۶۰)، ایالات متحده آمریکا – ولکانش
- رابرت دبلیو گور (زاده ۱۹۳۷)، ایالات متحده آمریکا – Gore-Tex
- Igor Gorynin (۱۹۲۶–۲۰۱۵)، روسیه – weldable تیتانیم alloys, high strength آلومینیم alloys, radiation-hardened steels
- جیمز گاسلینگ (زاده ۱۹۵۵)، ایالات متحده آمریکا – جاوا
- گوردون گلد (۱۹۲۰–۲۰۰۵)، ایالات متحده آمریکا – لیزر، جستار وابسته تئودور میمن
- Richard Hall Gower (۱۷۶۸–۱۸۳۳)، بریتانیا – ship's hull and rigging
- Boris Grabovsky (۱۹۰۱–۱۹۶۶)، روسیه – کاتد commutator, an early electronic TV pickup tube
- بتی نسمیت گراهام (۱۹۲۴–۱۹۸۰)، ایالات متحده آمریکا – غلط‌گیر، Liquid Paper
- هانس کریستین گرم (۱۸۵۳–۱۹۳۸)، دانمارک / آلمان – رنگ‌آمیزی گرم (histology)
- زنوب گرامه (۱۸۲۶–۱۹۰۱)، بلژیک/فرانسه – ماشین گرام
- تمپل گراندین (زاده ۱۹۴۷)، مخترع squeeze machine و humane کشتارگاهs.
- میشاییل گرتسل (زاده ۱۹۴۴)، آلمان/سوئیس– a.o. سلول‌های خورشیدی رنگ‌حساس
- James Henry Greathead (۱۸۴۴–۱۸۹۶)، South Africa – دستگاه حفاری تونل، سپر تونل technique
- Chester Greenwood (۱۸۵۸–۱۹۳۷)، ایالات متحده آمریکا – محافظ گوش
- لوری گرنیه (زاده ۱۹۶۹)، ایالات متحده آمریکا – Silver Safekeeper anti-tarnish lining (jewelry organizers) و multiple consumer products, 120 US و foreign patents
- جیمز گریگوری (۱۶۳۸–۱۶۷۵)، اسکاتلند – Gregorian telescope
- Charles Leiper Grigg (۱۸۶۸–۱۹۴۰)، ایالات متحده آمریکا – سون‌آپ
- ویلیام رابرت گروو (۱۸۱۱–۱۸۹۶)، Wales – پیل سوختی
- Gustav Guanella (۱۹۰۹–۱۹۸۲)، سوئیس – DSSS , Guanella-بالان (دستگاه الکتریکی)
- اتو وان گریکه (۱۶۰۲–۱۶۸۶)، آلمان – پمپ خلأ، اندازه‌گیری فشار، dasymeter
- ژوزف گیوتین (۱۷۳۸–۱۸۱۴)، فرانسه – گیوتین
- میخائیل گورویچ (۱۸۹۳–۱۹۷۶)، روسیه – میگ-series fighter aircraft, including world's most produced هواپیمای جت میگ-۱۵ و most produced هواپیمای فراصوت میگ-۲۱ (مشترکاً به همراه آرتیوم میکویان)
- Goldsworthy Gurney (۱۷۹۳–۱۸۷۵)، England – Gurney Stove
- Bartolomeu de Gusmão (۱۶۸۵–۱۷۲۴)، Brazil – early air balloons
- یوهانس گوتنبرگ (ح. ۱۳۹۸–۱۴۶۸)، آلمان – movable type چاپ فشاری
- Samuel Guthrie (physician) (۱۷۸۲–۱۸۴۸)، ایالات متحده آمریکا – discovered کلروفرم

## H
- فریتس هابر (۱۸۶۸–۱۹۳۴)، آلمان – فرایند هابر (ammonia synthesis)
- John Hadley (۱۶۸۲–۱۷۴۴)، بریتانیا – اکتنت
- والدمار هافکین (۱۸۶۰–۱۹۳۰)، روسیه/سوئیس – first anti-وبا و anti-طاعون خیارکی vaccines
- گونتر فن هاگنس (زاده ۱۹۴۵)، آلمان – whole body پلاستینه کردن
- چارلز مارتین هال (۱۸۶۳–۱۹۱۴)، ایالات متحده آمریکا – آلومینیم production
- رابرت نوئل هال (۱۹۱۹–۲۰۱۶)، ایالات متحده آمریکا – a.o. لیزر دیودی
- هوارد تریسی‌هال (۱۹۱۹–۲۰۰۸)، ایالات متحده آمریکا – الماس مصنوعی
- ریچارد همینگ (۱۹۱۵–۱۹۹۸)، ایالات متحده آمریکا – کد همینگ
- John Hays Hammond Jr. (۱۸۸۸–۱۹۶۵)، ایالات متحده آمریکا – کنترل رادیویی
- روث هندلر (۱۹۱۶–۲۰۰۲)، ایالات متحده آمریکا – باربی doll
- James Hargreaves (۱۷۲۰–۱۷۷۸)، بریتانیا – spinning jenny
- John Harington (۱۵۶۱–۱۶۱۲)، بریتانیا – سیفون توالت
- ویلیام اسنو هریس (۱۷۹۱–۱۸۶۷)، بریتانیا – much improved naval برق‌گیرs
- جان هریسون (۱۶۹۳–۱۷۷۶)، بریتانیا – marine chronometer
- Ross Granville Harrison (۱۸۷۰–۱۹۵۹)، ایالات متحده آمریکا – first successful animal کشت بافت، کشت یاخته
- Kazuo Hashimoto (died ۱۹۹۵)، ژاپن – a.o. کالر آیدی، پیام‌گیر
- ویکتور هاسلبلاد (۱۹۰۶–۱۹۷۸)، سوئد – invented the 6 x ۶ cm دوربین تک‌لنزی بازتابی
- ابن هیثم (Alhazen) (۹۶۵–۱۰۳۹)، عراق – دوربین تاریکخانه‌ای، دوربین سوراخ‌سوزنی، ذره‌بین
- چنگ هه (۱۳۷۱–۱۴۳۳)، چین – Chinese treasure ship
- George H. Heilmeier (۱۹۳۶–۲۰۱۴)، ایالات متحده آمریکا – ال‌سی‌دی (LCD)
- هنری هیملیچ (۱۹۲۰–۲۰۱۶)، ایالات متحده آمریکا – مانور هایملیک
- رابرت آنسون هاین‌لاین (۱۹۰۷–۱۹۸۸)، ایالات متحده آمریکا – waterbed
- Jozef Karol Hell (۱۷۱۳–۱۷۸۹)، اسلواکی – water pillar
- Rudolf Hell (۱۹۰۱–۲۰۰۲)، آلمان – Hellschreiber
- هرمان فون هلمهولتز (۱۸۲۱–۱۸۹۴)، آلمان – Helmholtz pitch notation, Helmholtz resonator، افتالموسکوپ
- Greg Henderson (inventor) (زاده ۱۹۶۵)، California, ایالات متحده آمریکا – hoverboard, Magnetic field architecture, SAFE Building System
- چانگ هنگ (۷۸–۱۳۹)، چین – لرزه‌سنج، first hydraulic-powered حلقه‌دار
- Beulah Louise Henry (۱۸۸۷–۱۹۷۳)، ایالات متحده آمریکا – ماسوره-free چرخ خیاطی، vacuum ice cream freezer
- چارلز اچ هنری (زاده ۱۹۳۷)، ایالات متحده آمریکا – لیزر چاه کوانتومی
- جوزف هنری (۱۷۹۷–۱۸۷۸)، اسکاتلند/ایالات متحده آمریکا – electromagnetic رله
- فلیکس درل (۱۸۷۳–۱۹۴۹)، مشترکاً به همراه Giorgi Eliava (۱۸۹۲–۱۹۳۷)، فرانسه / Georgia – Phage therapy
- هرون اسکندرانی (ح. ۱۰–۷۰)، مصر – usually credited with invention آیولیپایل، although it may have been described a century earlier
- جان هرشل (۱۷۹۲–۱۸۷۱)، بریتانیا – photographic fixer (hypo), actinometer
- هری هودینی (۱۸۷۴–۱۹۲۶) ایالات متحده آمریکا Flight Time Illusion
- هاینریش هرتز (۱۸۵۷–۱۸۹۴)، آلمان – تلگراف بی‌سیم، تابش الکترومغناطیسی
- Ephraim Hertzano (around ۱۹۵۰)، رومانی / اسرائیل – Rummikub
- Lasse Hessel (زاده ۱۹۴۰)، دانمارک – کاندوم زنانه
- گئورگ دو هوسی (۱۸۸۵–۱۹۶۶)، مجارستان – پرتوپی‌یاب
- Ronald Price Hickman (۱۹۳۲–۲۰۱۱)، ایالات متحده آمریکا – designed the original لوتوس الان، لوتوس الان و لوتوس اروپا، as well as همراه‌کار بلک اند دیکر
- Rowland Hill (۱۷۹۵–۱۸۷۹)، بریتانیا – تمبر
- موریس هیلمن (۱۹۱۹–۲۰۰۵) – واکسن against childhood diseases
- تاناکا هیساشیگ (۱۷۹۹–۱۸۸۱)، ژاپن – Myriad year clock
- مارسیان هاف (زاده ۱۹۳۷)، ایالات متحده آمریکا – ریزپردازنده
- فلیکس هافمن (Bayer) (۱۸۶۸–۱۹۴۹)، آلمان – استیل‌سالیسیلیک اسید
- آلبرت هافمن (۱۹۰۶–۲۰۰۸)، سوئیس – ال‌اس‌دی
- Kotaro Honda (۱۸۷۰–۱۹۵۴)، ژاپن – KS steel
- Huang Hongjia (زاده ۱۹۲۴)، چین – Single-mode optical fiber.
- هرمان هولریث (۱۸۶۰–۱۹۲۹)، ایالات متحده آمریکا – recording data on a machine readable medium, مرتب‌سازی‌های خطی، کارت پانچ
- نیک هولونیاک (زاده ۱۹۲۸)، ایالات متحده آمریکا – ال‌ای‌دی (Light Emitting Diode)
- نورمن هولتر (۱۹۱۴–۱۹۸۳)، ایالات متحده آمریکا – الکتروکاردیوگرام دینامیک
- رابرت هوک (۱۶۳۵–۱۷۰۳)، بریتانیا – رقاصک، دیافراگم، acoustic telephone
- Erna Schneider Hoover (زاده ۱۹۲۶)، ایالات متحده آمریکا – computerized telephone switching system
- گریس هاپر (۱۹۰۶–۱۹۹۲)، ایالات متحده آمریکا – کامپایلر
- فرانک هورنبای (۱۸۶۳–۱۹۳۶)، بریتانیا – invented Meccano
- Jimmy Hotz (زاده ۱۹۵۳)، ایالات متحده آمریکا – Hotz MIDI Translator, Atari Hotz Box
- Royal Earl House (۱۸۱۴–۱۸۹۵)، ایالات متحده آمریکا – first Printing telegraph
- Coenraad Johannes van Houten (۱۸۰۱–۱۸۸۷)، هلند – پودر کاکائو، کره کاکائو، شیرکاکائو
- الیاس هاو (۱۸۱۹–۱۸۶۷)، ایالات متحده آمریکا – چرخ خیاطی
- دیوید ادوارد هیوز (۱۸۳۱–۱۹۰۰)، بریتانیا
- Chuck Hull (زاده ۱۹۳۹)، ایالات متحده آمریکا – چاپگر سه‌بعدی
- Miller Reese Hutchison (۱۸۷۶–۱۹۴۴)، ایالات متحده آمریکا – a.o. بوق، سمعک الکتریکی
- کریستیان هویگنس (۱۶۲۹–۱۶۹۵)، هلند – pendulum clock
- John Wesley Hyatt (۱۸۳۷–۱۹۲۰)، ایالات متحده آمریکا – celluloid manufacturing.

## I
- گاوریل ایلیزاروف (۱۹۲۱–۱۹۹۲)، روسیه – Ilizarov apparatus، ثابت‌سازی خارجی، distraction osteogenesis
- Mamoru Imura (زاده ۱۹۴۸)، ژاپن – RFIQin (automatic cooking device)
- Daisuke Inoue (زاده ۱۹۴۰)، ژاپن – کارائوکه
- János Irinyi (۱۸۱۷–۱۸۹۵)، مجارستان – noiseless کبریت
- آب آیورکس (۱۹۰۱–۱۹۷۱)، ایالات متحده آمریکا – Multiplane camera for animation

## J
- موریتس فن یاکوبی (۱۸۰۱–۱۸۷۴)، آلمان/روسیه – آبکاری الکتریکی، قایق برقی
- رودولف یانش (زاده ۱۹۴۲)، آلمان/ایالات متحده آمریکا – first موش اصلاح‌شده ژنتیکی
- کارل گوت جنسکی (۱۹۰۵–۱۹۵۰)، ایالات متحده آمریکا – رادیو تلسکوپ
- Karl Jatho (۱۸۷۳–۱۹۳۳)، آلمان – هواپیما
- علی جوان (۱۹۲۶–۲۰۱۶)، مشترکاً به همراه ویلیام آر بنت (۱۹۳۰–۲۰۰۸)، ایران/ایالات متحده آمریکا – لیزر گازی (Helium-Neon)
- بدیع‌الزمان جزری (۱۱۳۶–۱۲۰۶)، عراق – crank-driven و انرژی آبیed saqiya chain pump, crank-driven پیچ و پیچ ارشمیدس، ساعت فیل, weight-driven clock, weight-driven پمپ، موتور رفت و برگشتی پیستون suction pump, geared and hydropowered شبکه تأمین آب، programmable ربات انسان‌نماs, رباتیک، شستن دست‌ها خودکاره، سیفون توالت، لایه‌سازی، تعادل مکانیکی، paper model، ریخته‌گری ماسه‌ای، molding sand, intermittency، رابط مکانیکی
- ابن جزار (Algizar) (۸۹۵–۹۷۹)، تونس – ناکارآمدی جنسی و اختلال نعوظ treatment drugs
- انیوس جدلیک (۱۸۰۰–۱۸۹۸)، مجارستان – دینام
- الک جان جفریز (زاده ۱۹۵۰)، بریتانیا – دسته‌بندی دی‌ان‌ای (forensics)
- Charles Francis Jenkins (۱۸۶۷–۱۹۳۴) – television و فیلم پروژکتور (Phantoscope)
- استیو جابز (۱۹۵۵–۲۰۱۱)، ایالات متحده آمریکا – Apple مکینتاش computer, آی‌پاد، آیفون، آی‌پد و other devices و software operating systems و applications.
- اموس جویل جونیور (۱۹۱۸–۲۰۰۸) ایالات متحده آمریکا – electrical engineer, known for several contributions and over seventy patents related to telecommunications switching systems
- Carl Edvard Johansson (۱۸۶۴–۱۹۴۳)، سوئد – Gauge blocks
- Johan Petter Johansson (۱۸۵۳–۱۹۴۳)، سوئد – Pipe wrench و آچار فرانسه
- رینولد جانسون (۱۹۰۶–۱۹۹۸)، ایالات متحده آمریکا – درایو دیسک سخت
- فیلیپ فون جالی (۱۸۰۹–۱۸۸۴)، آلمان – Jolly balance
- Scott A. Jones (زاده ۱۹۶۰)، ایالات متحده آمریکا – created one of the most successful versions of voicemail as well as ChaCha Search, a human-assisted اینترنت موتور جستجوی وب
- Tom Parry Jones (۱۹۳۵–۲۰۱۳)، بریتانیا – first electronic الکل‌سنجی تنفسی
- Assen Jordanoff (۱۸۹۶–۱۹۶۷)، بلغارستان – کیسه هوا
- Anatol Josepho (۱۸۹۴–۱۹۸۰)، patented the first coin-operated photo booth called the "Photomaton" in ۱۹۲۵.
- Marjorie Joyner (۱۸۹۶–۱۹۹۴)، ایالات متحده آمریکا – Permanent wave machine
- Whitcomb Judson (۱۸۳۶–۱۹۰۹)، ایالات متحده آمریکا – زیپ
- پرسی لاون جولیان (۱۸۹۹–۱۹۷۵)، ایالات متحده آمریکا – chemical synthesis of medicinal drugs from plants
- Ma Jun (fl. ۲۲۰–۲۶۵)، چین – south-pointing chariot (see دیفرانسیل)، mechanical شخصیت عروسکی تئاتر، chain pumps, improved ابریشم دستگاه ریسندگیs

## K
- میخائیل کلاشنیکف (۱۹۱۹–۲۰۱۳)، روسیه – کلاشنیکف و آکا-۷۴ assault rifles (the most produced ever)[۲]
- باب کان (زاده ۱۹۳۸)، مشترکاً به همراه وینتون سرف (زاده ۱۹۴۳)، ایالات متحده آمریکا – پروتکل اینترنت (TCP/IP)
- داوون کانگ (۱۹۳۱–۱۹۹۲)، South Korea, مشترکاً به همراه Simon Sze (زاده ۱۹۳۶)، Taiwan/ایالات متحده آمریکا – ماسفت گیت-شناور
- دین کامن (زاده ۱۹۵۱)، ایالات متحده آمریکا – Invented سگ‌وی پی‌تی scooter و آی‌بات Mobility Device
- هایک کامرلینگ اونس (۱۸۵۳–۱۹۲۶)، هلند – هلیوم
- نیکولای کاموف (مهندس) (۱۹۰۲–۱۹۷۳)، روسیه – armored battle هواچرخ، کاموف-series پروانه‌های هم‌محور بالگردs
- پیوتر کاپیتسا (۱۸۹۴–۱۹۸۴)، روسیه – first ultrastrong میدان مغناطیسی creating techniques, basic سرماشناسی inventions
- Georgii Karpechenko (۱۸۹۹–۱۹۴۱)، روسیه – rabbage (the first ever non-sterile hybrid obtained through the crossbreeding)
- غیاث‌الدین جمشید کاشانی (ح. ۱۳۸۰–۱۴۲۹)، تاریخ ایران/ایران – plate of مقارنه، analog planetary رایانه قیاسی
- یوگنی کاسپرسکی (زاده ۱۹۶۵)، روسیه – ضدویروس کاسپرسکی، کاسپرسکی اینترنت سکیوریتی، کاسپرسکی لب anti-virus products
- Andrew Kay (۱۹۱۹–۲۰۱۴)، ایالات متحده آمریکا – ولت‌سنج
- Adolphe Kégresse (۱۸۷۹–۱۹۴۳)، فرانسه/روسیه – Kégresse track (first half-track و first خودروی بیابانگرد with چرخ ممتد)، جعبه‌دنده دوکلاچه
- کارل دی کیت (۱۹۲۰–۲۰۰۸)، مشترکاً به همراه جان جی مونی (ح. ۱۹۲۸–)، ایالات متحده آمریکا – three way مبدل کاتالیست
- Mstislav Keldysh (۱۹۱۱–۱۹۷۸)، لتونی/روسیه – co-developer of اسپوتنیک-۱ (the first artificial satellite) مشترکاً به همراه سرگئی کارالیوف و Tikhonravov
- جان هاروی کلاگ (۱۸۵۲–۱۹۴۳)، برگه ذرت
- جان جی. کمنی (۱۹۲۶–۱۹۹۲)، مشترکاً به همراه توماس یوجین کورتز (زاده ۱۹۲۸)، مجارستان/ایالات متحده آمریکا – بیسیک (programming language)
- آلکساندر کمورجیان (۱۹۲۱–۲۰۰۳)، روسیه – first space exploration سطح‌نورد (برنامه لونوخود)
- Mary Beatrice Davidson Kenner (۱۹۱۲–۲۰۰۶)، ایالات متحده آمریکا – نوار بهداشتی
- William Saville-Kent (۱۸۴۵–۱۹۰۸)، بریتانیا/استرالیا – Pearl culture، جستار وابسته Mikimoto Kōkichi
- کریم کریموف (۱۹۱۷–۲۰۰۳)، جمهوری آذربایجان و روسیه – co-developer of پرواز فضایی انسان، space dock، ایستگاه فضایی
- چارلز کترینگ (۱۸۷۶–۱۹۵۸)، ایالات متحده آمریکا – invented automobile self-starter ignition, Freon تترااتیل‌سرب و more
- فضل الرحمن خان (۱۹۲۹–۱۹۸۲)، بنگلادش – structural systems for high-rise آسمان‌خراشs
- Yulii Khariton (۱۹۰۴–۱۹۹۶)، روسیه – chief designer Soviet atomic bomb, co-developer بمب تزار
- Anatoly Kharlampiev (۱۹۰۶–۱۹۷۹)، روسیه – سامبو
- خازنی (fl.۱۱۱۵–۱۱۳۰)، تاریخ ایران/ایران – تعادل هیدرواستاتیکی
- کنستانتین خرینوف (۱۸۹۴–۱۹۸۴)، روسیه – جوشکاری زیر آب
- ابومحمود حامدبن خضر خجندی (ح. ۹۴۰–۱۰۰۰)، تاریخ ایران/ایران – سدس
- محمد بن موسی خوارزمی (Algoritmi) (ح. ۷۸۰–۸۵۰)، تاریخ ایران/ایران – modern جبر، چارک دیواری, horary quadrant, ربع سینوسی, shadow square
- Marcel Kiepach (۱۸۹۴–۱۹۱۵)، کرواسی – دینام، maritime compass that indicates north regardless of the presence of iron or magnetic forces
- ارهارد کیتز (۱۹۰۹–۱۹۸۲)، آلمان & ایالات متحده آمریکا. – signal improvements for video transmissions[۳]
- جک کیلبی (۱۹۲۳–۲۰۰۵)، ایالات متحده آمریکا – patented the first مدار مجتمع
- ابویوسف کندی (Alkindus) (۸۰۱–۸۷۳)، عراق/یمن – unambiguously described the distillation of wine in the 9th century, تحلیل رمز، تحلیل فراوانی
- پتروس ژاکوبز کیپ (۱۸۰۸–۱۸۶۴)، هلند – دستگاه کیپ (chemistry)
- Steve Kirsch (زاده ۱۹۵۶)، ایالات متحده آمریکا – موشواره نوری
- فریتس کلاته (۱۸۸۰–۱۹۳۴)، آلمان – vinyl chloride, forerunner to پلی وینیل کلراید
- ایو کلن (۱۹۲۸–۱۹۶۲)، فرانسه – International Klein Blue
- مارگریت ای. نایت (۱۸۳۸–۱۹۱۴)، ایالات متحده آمریکا – machine that completely constructs box-bottom brown paper bags
- Tom Knight (? –)، ایالات متحده آمریکا – بیوبریکs (synthetic biology)
- ایوان کنونیانتس (۱۹۰۶–۱۹۹۰)، ارمنستان/روسیه – capron, Nylon ۶، polyamide-۶
- روبرت کخ (۱۸۴۳–۱۹۱۰)، آلمان – method for culturing bacteria on solid media
- Willem Johan Kolff (۱۹۱۱–۲۰۰۹)، هلند – artificial kidney همودیالیز machine
- Rudolf Kompfner (۱۹۰۹–۱۹۷۷)، ایالات متحده آمریکا – لامپ‌های مایکروویو
- Konstantin Konstantinov (1817 or ۱۸۱۹–۱۸۷۱)، روسیه – device for measuring flight speed of پرتابه (جنگ‌افزار)s, موشک بالیستیک rocket آونگ، سکوی پرتاب، rocket-making machine
- سرگئی کارالیوف (۱۹۰۷–۱۹۶۶)، اتحاد جماهیر سوسیالیستی شوروی – first successful موشک بالستیک قاره‌پیما (R-7 Semyorka), R-7 rocket family، اسپوتنیک-۱s (including اسپوتنیک-۱)، پروژه وستوک (including وستوک-۱)
- نیکولای کوروتکوف (۱۸۷۴–۱۹۲۰)، امپراتوری روسیه – auscultatory technique for فشار خون measurement
- Semen Korsakov (۱۷۸۷–۱۸۵۳)، امپراتوری روسیه – کارت پانچ for information storage
- Mikhail Koshkin (۱۸۹۸–۱۹۴۰)، روسیه – تی-۳۴ medium tank, the best and most produced tank of World War II[۴]
- Ognjeslav Kostović (۱۸۵۱–۱۹۱۶)، صربستان/روسیه – arborite (high-strength تخته سه‌لایی، an early plastic)
- Gleb Kotelnikov (۱۸۷۲–۱۹۴۴)، روسیه – چتر نجات، drogue parachute
- William Justin Kroll (۱۸۸۹–۱۹۷۳)، Luxemburg/ایالات متحده آمریکا – فرایند کرال
- Alexei Krylov (۱۸۶۳–۱۹۴۵)، روسیه – چرخش‌نما نسبت میرایی of ships
- Ivan Kulibin (۱۷۳۵–۱۸۱۸)، روسیه – تخم-shaped clock, شمع نورافکن، آسانسور using screw mechanisms, a خودرو featuring a چرخ لنگر، ترمز، انتقال قدرت، و یاتاقان، an early optical telegraph
- شن‌کوا (۱۰۳۱–۱۰۹۵)، چین – improved اشاره‌گر، حلقه‌دار، ساعت آبی، و sighting tube
- ایگور کورچاتوف (۱۹۰۳–۱۹۶۰)، روسیه – first نیروگاه هسته‌ای، first رآکتور هسته‌ای for زیردریاییs و ناوگان دریایی هسته‌ای
- توماس یوجین کورتز (زاده ۱۹۲۸)، مشترکاً به همراه جان جی. کمنی (۱۹۲۶–۱۹۹۲)، ایالات متحده آمریکا/مجارستان – بیسیک (programming language)
- ری کرزویل (زاده ۱۹۴۸)، نویسه‌خوان نوری; اسکنر
- کن کوتاراگی (زاده ۱۹۵۰)، ژاپن – پلی‌استیشن (برند)
- استفانی کولک (۱۹۲۳–۲۰۱۴)، ایالات متحده آمریکا – کولار
- جان هاورد کیان (۱۷۷۴–۱۸۵۰)، Ireland – The process of Kyanization used for wood preservation

## L
- Dmitry Lachinov (۱۸۴۲–۱۹۰۲)، روسیه – جیوه پمپ، economizer for electricity consumption, مقره tester, نورشناسی نیروسنج، نورسنج، برق‌کافت
- رنه لاینک (۱۷۸۱–۱۸۲۶)، فرانسه – گوشی پزشکی
- Georges Lakhovsky (۱۸۶۹–۱۹۴۲)، روسیه/ایالات متحده آمریکا – Multiple Wave Oscillator
- هدی لامار (۱۹۱۳–۲۰۰۰)، Austria و ایالات متحده آمریکا – مخابرات طیف گسترده radio
- ادوین لند (۱۹۰۹–۱۹۹۱)، ایالات متحده آمریکا – پولاروید polarizing filters and دوربین پولاروید
- ساموئل پیرپونت لانگلی (۱۸۳۴–۱۹۰۶)، ایالات متحده آمریکا – بلومتر
- Alexander Nikolayevich Lodygin (۱۸۴۷–۱۹۲۳)، روسیه – لامپ رشته‌ای
- ایروینگ لانگمویر (۱۸۵۱–۱۹۵۷)، ایالات متحده آمریکا – gas filled لامپ رشته‌ای، hydrogen welding
- Norm Larsen (۱۹۲۳–۱۹۷۰)، ایالات متحده آمریکا – a.o. دبلیودی-۴۰
- Lewis Latimer (۱۸۴۸–۱۹۲۸)، ایالات متحده آمریکا – improved carbon-filament light bulb
- Gustav de Laval (۱۸۴۵–۱۹۱۳)، سوئد – invented the milk separator و the milking machine
- Semyon Lavochkin (۱۹۰۰–۱۹۶۰)، روسیه – لاوچکین-series aircraft, first operational موشک سطح‌به‌هوا S-25 Berkut
- John Bennet Lawes (۱۸۱۴–۱۹۰۰)، بریتانیا – مونوکلسیم فسفات یا کود
- ارنست لارنس (۱۹۰۱–۱۹۵۸)، ایالات متحده آمریکا – شتاب‌دهنده حلقوی
- Nikolai Lebedenko، روسیه – Tsar Tank, largest وسایل نقلیه زره‌پوش in history
- Sergei Lebedev (۱۸۷۴–۱۹۳۴)، روسیه – commercially viable لاستیک مصنوعی
- William Lee (۱۵۶۳–۱۶۱۴)، بریتانیا – Stocking frame دستگاه بافندگی
- آنتونی فان لیوونهوک (۱۶۳۲–۱۷۲۳)، هلند – development میکروسکوپ
- Jerome H. Lemelson (۱۹۲۳–۱۹۹۷)، ایالات متحده آمریکا – Inventions in the fields in which he patented make possible, wholly or in part, innovations like automated warehouses, ربات صنعتی، تلفن بی‌سیم، دورنگار، videocassette recorders, دوربین ویدئویی، و نوار مغناطیسی used in Sony's Walkman tape players.
- اتی ین لونوار (۱۸۲۲–۱۹۰۰)، بلژیک – موتور درون‌سوز، قایق موتوری
- Giacomo da Lentini (13th Century)، ایتالیا – سونت
- R. G. LeTourneau (۱۸۸۸–۱۹۶۹)، ایالات متحده آمریکا – electric wheel, motor scraper, mobile oil drilling platform, bulldozer, cable control unit for scrapers
- راسموس لردورف (زاده ۱۹۶۸)، گرینلند/کانادا – پی‌اچ‌پی (programming language)
- ویلارد لیبای (۱۹۰۸–۱۹۸۰)، ایالات متحده آمریکا – تاریخ‌گذاری رادیوکربن
- یوستوس فون لیبیش (۱۸۰۳–۱۸۷۳)، آلمان – نیتروژن-based کود
- Hon Lik (زاده ۱۹۵۱)، Chinese. سیگار الکترونیکی
- اوتو لیلینتال (۱۸۴۸–۱۸۹۶)، آلمان – کایت‌سواری
- Lin Yutang (۱۸۹۵–۱۹۷۶)، چین/ایالات متحده آمریکا – Chinese language typewriter
- چارلز لیندبرگ (۱۹۰۲–۱۹۷۴)، ایالات متحده آمریکا – organ پرفیوژن pump
- Frans Wilhelm Lindqvist (۱۸۶۲–۱۹۳۱)، سوئد – Kerosene stove operated by compressed air
- کارل لینه (۱۷۰۷–۱۷۷۸)، سوئد – formal نام علمی for living organisms, Horologium Florae
- هانس لیپرشی (۱۵۷۰–۱۶۱۹)، هلند – associated with the appearance تلسکوپ
- گابریل لیپمن (۱۸۴۵–۱۹۲۱)، فرانسه – Lippmann plate, Integral imaging, Lippmann electrometer
- Lisitsyn brothers, Ivan Fyodorovich and Nazar Fyodorovich, روسیه – سماور (the first documented makers)
- William Howard Livens (۱۸۸۹–۱۹۶۴)، بریتانیا – chemical warfare – Livens Projector
- Eduard Locher (۱۸۴۰–۱۹۱۰)، سوئیس – Locher rack railway system
- Alexander Lodygin (۱۸۴۷–۱۹۲۳)، روسیه – لامپ رشته‌ای، لامپ رشته‌ای with tungsten filament
- میخاییل لومونسف (۱۷۱۱–۱۷۶۵)، روسیه – دید در شب، تلسکوپ بازتابی، پروانه‌های هم‌محور، re-invented شیشه کبالت
- Yury Lomonosov (۱۸۷۶–۱۹۵۲)، روسیه/بریتانیا – first successful mainline لوکوموتیو دیزلی
- Aleksandr Loran (۱۸۴۹ – پس از ۱۹۱۱)، روسیه – fire fighting foam، کپسول آتش‌نشانی
- اولگ لسف (۱۹۰۳–۱۹۴۲)، روسیه – ال‌ای‌دی، رادیو کریستالی
- Antoine Louis (۱۷۲۳–۱۷۹۲)، فرانسه – گیوتین
- Archibald Low (۱۸۸۲–۱۹۵۶)، Britain – Pioneer of radio guidance systems
- Ed Lowe (۱۹۲۰–۱۹۹۵)، ایالات متحده آمریکا – جعبه خاک گربه
- Gleb Lozino-Lozinskiy (۱۹۰۹–۲۰۰۱)، روسیه – بوران، میگ-۱۰۵
- ایگناسی ووکاشویچ (۱۸۲۲–۱۸۸۲)، لهستان – چراغ نفتی
- برادران لومیر (۱۸۶۲–۱۹۵۴ و ۱۸۶۴–۱۹۴۸، resp.)، فرانسه – سینماتوگراف
- تسای لون، 蔡倫 (۵۰–۱۲۱ AD)، چین – کاغذ
- Giovanni Luppis or Ivan Vukić (۱۸۱۳–۱۸۷۵)، امپراتوری اتریش (ethnical Croatian, from Rijeka) – self-propelled اژدر
- Richard F. Lyon (زاده ۱۹۵۲)، ایالات متحده آمریکا – موشواره نوری
- Arkhip Lyulka (۱۹۰۸–۱۹۸۴)، روسیه – first double jet توربوفن engine, other Soviet موتور هواگردs

## M
- چارلز مکینتاش (۱۷۶۶–۱۸۴۳)، اسکاتلند – ضدآب‌سازی بارانی، جلیقه نجات
- تئودور میمن (۱۹۲۷–۲۰۰۷)، ایالات متحده آمریکا – لیزر، جستار وابسته گوردون گلد
- Ahmed Majan (زاده ۱۹۶۳)، UAE – instrumented racehorse saddle و others
- الکساندر الکسیویچ ماکاروف، روسیه/آلمان – Orbitrap طیف‌سنجی جرمی
- Stepan Makarov (۱۸۴۹–۱۹۰۴)، روسیه – Icebreaker Yermak, first true یخ‌شکن able to ride over و crush رانه‌یخ
- ویکتور ماکیف (۱۹۲۴–۱۹۸۵)، روسیه – first موشک بالیستیک مبتنی بر زیردریایی
- نستور ماخنو (۱۸۸۸–۱۹۳۴)، اوکراین/روسیه – tachanka
- دیمیتری ماکزوتوف (۱۸۹۶–۱۹۶۴)، روسیه – تلسکوپ ماکزوتوف
- Annie Malone (۱۸۶۹–۱۹۵۷)، ایالات متحده آمریکا – Cosmetics for African American women
- Sergey Malyutin (۱۸۵۹–۱۹۳۷)، روسیه – designed the first ماتروشکا (مشترکاً به همراه Vasily Zvyozdochkin)
- مأمون (۷۸۶–۸۳۳)، عراق – singing bird خودکاره، terrestrial کره جغرافیایی
- Boris Mamyrin (۱۹۱۹–۲۰۰۷)، روسیه – reflectron (یون mirror)
- George William Manby (۱۷۶۵–۱۸۵۴)، بریتانیا – کپسول آتش‌نشانی
- Joy Mangano (زاده ۱۹۵۶)، ایالات متحده آمریکا – household appliances
- Charles Mantoux (۱۸۷۷–۱۹۴۷)، فرانسه – Mantoux test (tuberculosis)
- گولیلمو مارکونی (۱۸۷۴–۱۹۳۷)، ایتالیا – radio تلگراف
- Gheorghe Marinescu (۱۸۶۳–۱۹۳۸)، رومانی – the first science films in the world in the neurology clinic in Bucharest (۱۸۹۸–۱۹۰۱)
- Sylvester Marsh (۱۸۰۳–۱۸۸۴)، ایالات متحده آمریکا – Marsh rack railway system
- کونوسوکه ماتسوشیتا (۱۸۹۴–۱۹۸۹)، ژاپن – a.o. battery-powered Bicycle lighting
- تقی‌الدین شامی (۱۵۲۶–۱۵۸۵)، سوریه/مصر/Turkey – توربین بخار، six-سیلندر 'Monobloc' suction پمپ، سدس
- John Landis Mason (۱۸۲۶–۱۹۰۲)، ایالات متحده آمریکا – Mason jars
- Fujio Masuoka (زاده ۱۹۴۳)، ژاپن – حافظه فلش
- جان ماکلی (۱۹۰۷–۱۹۸۰)، ایالات متحده آمریکا – انیاک
- هنری مودسلی (۱۷۷۱–۱۸۳۱)، بریتانیا – screw-cutting دستگاه تراش، bench میکرومتر
- هیرام ماکسیم (۱۸۴۰–۱۹۱۶)، ایالات متحده آمریکا زاده، بریتانیا – First self-powered machine gun
- جیمز کلرک ماکسول (۱۸۳۱–۱۸۷۹) و Thomas Sutton، اسکاتلند – عکاسی رنگی
- Stanley Mazor (زاده ۱۹۴۱)، ایالات متحده آمریکا – ریزپردازنده
- John Loudon McAdam (۱۷۵۶–۱۸۳۶)، اسکاتلند – improved "macadam" road surface
- الایجا مک‌کوی (۱۸۴۳–۱۹۲۹)، کانادا – Displacement lubricator
- Nicholas McKay Sr. (۱۹۲۰–۲۰۱۴)، ایالات متحده آمریکا – پرزگیر
- James McLurkin (زاده ۱۹۷۲)، ایالات متحده آمریکا – Ant robotics (robotics)
- ایلیا مچنیکو (۱۸۴۵–۱۹۱۶)، روسیه – پروبیوتیک
- هیپولیت مژ موریس (۱۸۱۷–۱۸۸۰)، فرانسه – مارگارین
- Mordecai Meirowitz (زاده ح. ۱۹۲۵)، رومانی / اسرائیل – فکر بکر
- دمیتری مندلیف (۱۸۳۴–۱۹۰۷)، روسیه – جدول تناوبی، چگالی نسبی, pyrocollodion
- George de Mestral (۱۹۰۷–۱۹۹۰)، سوئیس – ولکرو
- رابرت متکالف (زاده ۱۹۴۶)، ایالات متحده آمریکا – اترنت
- آنتونیو میوچی (۱۸۰۸–۱۸۸۹)، ایتالیا/ایالات متحده آمریکا – a.o. various early تلفنs, a نم‌سنج، a آنتونیو میوچی
- Édouard Michelin (۱۸۵۹–۱۹۴۰)، فرانسه – تایر
- Anthony Michell (۱۸۷۰–۱۹۵۹)، استرالیا – tilting pad thrust bearing, crankless engine
- آرتیوم میکویان (۱۹۰۵–۱۹۷۰)، ارمنستان/روسیه – میگ-series fighter aircraft, including world's most produced هواپیمای جت میگ-۱۵ و most produced هواپیمای فراصوت میگ-۲۱ (مشترکاً به همراه میخائیل گورویچ)
- الکساندر میکولین (۱۸۹۵–۱۹۸۵)، روسیه – Mikulin AM-۳۴ و other Soviet موتور هواگردs, co-developer Tsar Tank
- میخایل میل (۱۹۰۹–۱۹۷۰)، روسیه – کارخانه هلیکوپترسازی مسکو میل-series بالگرد aircraft, including میل ۸ (the world's most-produced helicopter) و Mil Mi-12 (the world's largest helicopter)
- David L. Mills (زاده ۱۹۳۸)، ایالات متحده آمریکا – a.o. Fuzzball router، پروتکل زمان شبکه
- ماروین مینسکی (۱۹۲۷–۲۰۱۶)، ایالات متحده آمریکا – a.o. میکروسکوپ هم-کانونی
- Tokushichi Mishima (۱۸۹۳–۱۹۷۵)، ژاپن – MKM magnetic steel
- Pavel Molchanov (۱۸۹۳–۱۹۴۱)، روسیه – رادیوسوند
- Jules Montenier (۱۸۹۵–۱۹۶۲)، ایالات متحده آمریکا – Anti-perspirant بو زدا
- برادران مون‌گلفیه brothers (۱۷۴۰–۱۸۱۰) و (۱۷۴۵–۱۷۹۹)، فرانسه – بالون هوای گرم
- John J. Montgomery (۱۸۵۸–۱۹۱۱)، ایالات متحده آمریکا – heavier-than-air gliders
- Narcis Monturiol i Estarriol (۱۸۱۹–۱۸۸۵)، Spain – steam powered زیردریایی
- رابرت موگ (۱۹۳۴–۲۰۰۵)، ایالات متحده آمریکا – سینث‌سایزر موگ
- جان جی مونی (زاده ۱۹۲۹)، مشترکاً به همراه کارل دی کیت (۱۹۲۰–۲۰۰۸)، ایالات متحده آمریکا – three way مبدل کاتالیست
- رولان مورنو (۱۹۴۵–۲۰۱۲)، فرانسه – مخترع کارت هوشمند
- Samuel Morey (۱۷۶۲–۱۸۴۳)، ایالات متحده آمریکا – internal combustion engine
- Garrett A. Morgan (۱۸۷۷–۱۹۶۳)، ایالات متحده آمریکا – مخترع smoke hood
- Alexander Morozov (۱۹۰۴–۱۹۷۹)، روسیه – تی-۵۴/۵۵ (the most produced tank in history), co-developer of تی-۳۴
- Walter Frederick Morrison (۱۹۲۰–۲۰۱۰)، ایالات متحده آمریکا – فریزبی
- William Morrison (dentist) (۱۸۶۰–۱۹۲۶)، ایالات متحده آمریکا – a.o. پشمک machine
- ساموئل مورس (۱۷۹۱–۱۸۷۲)، ایالات متحده آمریکا – early کد مورس، جستار وابسته آلفرد ویل
- Sergei Ivanovich Mosin (۱۸۴۹–۱۹۰۲)، روسیه – موسین–ناگانت rifle
- Motorins, Ivan Feodorovich (1660s–۱۷۳۵) و his son Mikhail Ivanovich (?–۱۷۵۰)، روسیه – ناقوس تزار
- ورا موشینا (۱۸۸۹–۱۹۵۳)، روسیه – welded sculpture
- کری مالیس (زاده ۱۹۴۴)، ایالات متحده آمریکا – واکنش زنجیره‌ای پلیمراز
- فه دل موندو (۱۹۱۱–۲۰۱۱)، فیلیپین – medical incubator made out of bamboo for use in rural communities without electrical power
- Colin Murdoch (۱۹۲۹–۲۰۰۸)، نیوزیلند – a.o. Tranquillizer gun, disposable hypodermic سرنگ
- ویلیام مرداک (۱۷۵۴–۱۸۳۹)، اسکاتلند – روشنایی گازی
- Jozef Murgas (۱۸۶۴–۱۹۲۹)، اسلواکی – مخترع تلگراف بی‌سیم (forerunner of the radio)
- Evgeny Murzin (۱۹۱۴–۱۹۷۰)، روسیه – ANS synthesizer
- بنوموسی برادران، محمد (ح. ۸۰۰–۸۷۳)، احمد (۸۰۳–۸۷۳)، حسن (۸۱۰–۸۷۳)، عراق – mechanical trick devices، چراغ نفتی، self-trimming و self-feeding چراغ موشی، ماسک گاز، لایروبی, شکست امن system, mechanical ساز، automatic فلوت player, programmable machine
- ایلان ماسک (زاده ۱۹۷۱)
- پیتر فن موسخنبروک (۱۶۹۲–۱۷۶۱)، هلند – بطری لیدن، pyrometer
- Walton Musser (۱۹۰۹–۱۹۹۸)، ایالات متحده آمریکا – Harmonic drive gear
- ادوارد مایبریج (۱۸۳۰–۱۹۰۴)، بریتانیا – فیلم

## N
- Georgi Nadjakov (۱۸۹۶–۱۹۸۱)، بلغارستان – wikt:photoelectret
- الکساندر نادیرادزه (۱۹۱۴–۱۹۸۷)، گرجستان/روسیه – first mobile موشک بالستیک قاره‌پیما (RT-21 Temp 2S)، first reliable mobile ICBM (آراس-۱۲ام)
- ناگای ناگایوشی (۱۸۴۴–۱۹۲۹)، ژاپن – مت‌آمفتامین
- جیمز نای‌اسمیت (۱۸۶۱–۱۹۳۹)، کانادا زاده، ایالات متحده آمریکا – invented بسکتبال و فوتبال آمریکایی helmet
- یوشیرو ناکاماتسو (زاده ۱۹۲۸)، ژاپن – "PyonPyon" spring کفشs, ساعت مچی, CinemaScope، صندلی "Cerebrex", sauce پمپ، taxicab meter
- شوجی ناکامورا (زاده ۱۹۵۴)، ژاپن – Blue laser
- جان نپر (۱۵۵۰–۱۶۱۷)، اسکاتلند – لگاریتم
- Andrey Nartov (۱۶۸۳–۱۷۵۶)، روسیه – first دستگاه تراش with a mechanic cutting tool-supporting دستگاه تراش فلز و a set of چرخ‌دندهs, fast-fire آتشبار on a rotating disc, پیچ mechanism for changing توپخانه fire angle, گیج–بورینگ lathe for توپ-making, early دوربین تفنگ
- جیمز ناسمیت (۱۸۰۸–۱۸۹۰)، اسکاتلند – steam hammer
- جولیو ناتا (۱۹۰۳–۱۹۷۹)، مشترکاً به همراه کارل زیگلر (۱۸۹۸–۱۹۷۳)، ایتالیا/آلمان – کاتالیزگر زیگلر-ناتا
- نبوکدنصر دوم (۶۳۴–۵۶۲ پیش از میلاد)، عراق (میان‌رودان) – پیچ، پیچ ارشمیدس
- اروین نییر (زاده ۱۹۴۴)، مشترکاً به همراه برت ساکمن (۱۹۴۲–)، آلمان – Patch clamp technique
- تئودور هولم نلسون (زاده ۱۹۳۷)، ایالات متحده آمریکا – ابرمتن، ابررسانه
- Sergey Nepobedimiy (۱۹۲۱–۲۰۱۴)، روسیه – first supersonic موشک هدایت‌شونده ضدتانک Sturm, other Soviet راکت (سلاح)ry
- Karl Nessler (۱۸۷۲–۱۹۵۱)، آلمان/ایالات متحده آمریکا – a.o. Permanent wave machine, artificial eyebrows
- Bernard de Neumann (زاده ۱۹۴۳)، بریتانیا – massively parallel self-configuring multi-processor
- جان فون نویمان (۱۹۰۳–۱۹۵۷)، مجارستان – Von Neumann معماری فون نویمان
- آیزاک نیوتن (۱۶۴۲–۱۷۲۷)، بریتانیا – reflecting telescope (which reduces ابیراهی رنگی)
- Miguel Nicolelis (زاده ۱۹۶۱)، Brazil – Brain-machine interfaces
- ژوزف نیسه‌فور نیپس (۱۷۶۵–۱۸۳۳)، فرانسه – عکاسی
- نیکولای نیکیتین (۱۹۰۷–۱۹۷۳)، روسیه – بتن پیش‌تنیده with طناب فولادیs structure (برج اوستانکینو)، Nikitin-Travush 4000 project (precursor to X-Seed 4000)
- پائول گوتلیب نیپکو (۱۸۶۰–۱۹۴۰)، آلمان – Nipkow disk
- ژوئن-ایچی زاوا (زاده ۱۹۲۶)، ژاپن – مخابرات نوری system, SIT/SITh (Static Induction Transistor/Thyristor)، لیزر دیودی، پین دیود
- آلفرد نوبل (۱۸۳۳–۱۸۹۶)، سوئد – دینامیت
- لودویگ نوبل (۱۸۳۱–۱۸۸۸)، سوئد/روسیه – first successful کشتی نفت‌کش
- امی نوتر (۱۸۸۲–۱۹۳۵)، آلمان، groundbreaking contributions to abstract algebra و theoretical physics; قضیه امی نوتر
- ژان-آنتوان نله (۱۷۰۰–۱۷۷۰)، فرانسه – الکتروسکوپ
- ویلهلم نورمان (۱۸۷۰–۱۹۳۹)، آلمان – هیدروژنه کردن
- Carl Richard Nyberg (۱۸۵۸–۱۹۳۹)، سوئد – blowtorch

## O
- آرون دی اوکونل (زاده ۱۹۸۱)، ایالات متحده آمریکا – first Quantum machine
- Joseph John O'Connell (۱۸۶۱–۱۹۵۹)، ایالات متحده آمریکا - number of inventions relating to telephony و electrical engineering
- Theophil Wilgodt Odhner (۱۸۴۵–۱۹۰۳)، سوئد/روسیه – Odhner Arithmometer, a ماشین حساب
- Paul Offit (زاده ۱۹۵۱)، ایالات متحده آمریکا، along with Fred Clark و Stanley Plotkin, invented a pentavalent Rotavirus vaccine
- Jarkko Oikarinen (زاده ۱۹۶۷)، Finland – آی‌آرسی
- Katsuhiko Okamoto (?–)، ژاپن – Okamoto Cubes = modifications of مکعب روبیک
- رانسوم ای. اولدز (۱۸۶۴–۱۹۵۰)، ایالات متحده آمریکا – خط مونتاژ
- لوسین اولیویه (۱۸۳۸–۱۸۸۳)، بلژیک یا فرانسه / روسیه – سالاد الویه (Olivier salad)
- جرارد کیچن اونیل (۱۹۲۷–۱۹۹۲)، ایالات متحده آمریکا – حلقه ذخیره (فیزیک)
- رابرت اوپنهایمر (۱۹۰۴–۱۹۶۷)، ایالات متحده آمریکا – جنگ‌افزار هسته‌ای
- Edward Otho Cresap Ord II (1858–1923) American – مگسک & معدن
- هانس کریستین اورستد (۱۷۷۷–۱۸۵۱)، دانمارک – الکترومغناطیس، آلومینیم
- الیشا اوتیس (۱۸۱۱–۱۸۶۱)، ایالات متحده آمریکا – safety system for آسانسورs
- ویلیام اوترد (۱۵۷۵–۱۶۶۰)، بریتانیا – خط‌کش محاسبه

## P
- Arogyaswami Paulraj (زاده ۱۹۴۴)، هند/ایالات متحده آمریکا – مایمو
- آنتونیو پاچینوتی (۱۸۴۱–۱۹۱۲)، ایتالیا – دینام
- لری پیج (زاده ۱۹۷۳)، ایالات متحده آمریکا – with سرگئی برین invented جستجوگر گوگل
- William Painter (۱۸۳۸–۱۹۰۶)، بریتانیا/ایالات متحده آمریکا – a.o. Crown cork, Bottle opener
- الکسی پاژیتنوف (زاده ۱۹۵۶)، روسیه/ایالات متحده آمریکا – تتریس
- Julio Palmaz (زاده ۱۹۴۵)، Argentina – balloon-expandable, استنت
- Helge Palmcrantz (۱۸۴۲–۱۸۸۰)، سوئد – multi-barrel, lever-actuated, مسلسل
- دنیل دیوید پالمر (۱۸۴۵–۱۹۱۳)، کانادا – کایروپراکتیک
- لویجی پالمیری (۱۸۰۷–۱۸۹۶)، ایتالیا – لرزه‌سنج
- Frank Pantridge (۱۹۱۶–۲۰۰۴)، Ireland – الکتروشوک
- جورجیوس پاپانیکولائو (۱۸۸۳–۱۹۶۲)، یونان / ایالات متحده آمریکا – Papanicolaou stain، آزمایش پاپ اسمیر = آزمایش پاپ اسمیر
- Philip M. Parker (زاده ۱۹۶۰)، ایالات متحده آمریکا – computer automated book authoring
- Alexander Parkes (۱۸۳۱–۱۸۹۰)، بریتانیا – celluloid
- Forrest Parry (۱۹۲۱–۲۰۰۵)، ایالات متحده آمریکا – کارت مغناطیسی
- چارلز الگرنون پارسونز (۱۸۵۴–۱۹۳۱)، British – توربین بخار
- اسپده پاسانن (۱۹۳۰–۲۰۰۱)، Finland – a.o. ski jumping sling, اسپده پاسانن
- بلز پاسکال (۱۶۲۳–۱۶۶۲)، فرانسه – ماشین حساب پاسکال
- Gustaf Erik Pasch (۱۷۸۸–۱۸۶۲)، سوئد – safety کبریت
- Dimitar Paskov (۱۹۱۴–۱۹۸۶)، بلغارستان – گالانتامین
- سی. کومار ان. پاتل (زاده ۱۹۳۸)، هند/ایالات متحده آمریکا – لیزر کربن دی‌اکسید
- لس پال (۱۹۱۵–۲۰۰۹)، ایالات متحده آمریکا – ضبط مولتی‌ترک
- Andreas Pavel (زاده ۱۹۴۵)، Brazil – audio devices
- ایوان پاولف (۱۸۴۹–۱۹۳۶)، روسیه، – شرطی‌شدن کلاسیک
- Floyd Paxton (۱۹۱۸–۱۹۷۵)، ایالات متحده آمریکا – a.o. Bread clip
- جان پمبرتون (۱۸۳۱–۱۸۸۸)، ایالات متحده آمریکا – کوکا کولا
- Slavoljub Eduard Penkala (۱۸۷۱–۱۹۲۲)، کرواسی – مداد نوکی
- ویلیام هنری پرکین (۱۸۳۸–۱۹۰۷)، بریتانیا – first synthetic organic chemical dye Mauveine
- Henry Perky (۱۸۴۳–۱۹۰۶)، ایالات متحده آمریکا – shredded wheat
- آلفرد پرو (۱۸۶۳–۱۹۲۵)، مشترکاً به همراه شارل فابری (۱۸۶۷–۱۹۴۵)، فرانسه – تداخل‌سنج فابری-پرو (فیزیک)
- Stephen Perry، بریتانیا (fl. 19th century) – کش
- Aurel Persu (۱۸۹۰–۱۹۷۷)، رومانی – first aerodynamic car, aluminum body with wheels included under the body, ۱۹۲۲
- Vladimir Petlyakov (۱۸۹۱–۱۹۴۲)، روسیه – بمب‌افکن سنگین
- جولیوس ریچارد پتری (۱۸۵۲–۱۹۲۱)، آلمان – پتری دیش
- پیتر پتروف (۱۹۱۹–۲۰۰۴)، بلغارستان – digital wrist watch, heart monitor, weather instruments
- Fritz Pfleumer (۱۸۸۱–۱۹۴۵)، آلمان – نوار مغناطیسی
- اگوست پیکار (۱۸۸۴–۱۹۶۲)، سوئیس – بثی‌سکف
- گریگوری گودوین پینکوس (۱۹۰۳–۱۹۶۷)، مشترکاً به همراه Min Chueh Chang (۱۹۰۸–۱۹۹۱)، ایالات متحده آمریکا/چین – قرص ضدبارداری
- نیکولای پیروگوف (۱۸۱۰–۱۸۸۱)، روسیه – early use of اتر as بیهوش‌کننده، first بیهوشی in a field operation, various kinds of surgical operations
- Fyodor Pirotsky (۱۸۴۵–۱۸۹۸)، روسیه – تراموا
- Arthur Pitney (۱۸۷۱–۱۹۳۳)، ایالات متحده آمریکا – postage meter
- دینام (۱۸۰۸–۱۸۳۵)، فرانسه – دینام
- ژوزف فلات (۱۸۰۱–۱۸۸۳)، بلژیک – فریب‌بین (stroboscope)
- Baltzar von Platen (۱۸۹۸–۱۹۸۴)، سوئد – سرمایش جذبی
- James Leonard Plimpton (۱۸۲۸–۱۹۱۱)، ایالات متحده آمریکا – roller skates
- Ivan Plotnikov (۱۹۰۲–۱۹۹۵)، روسیه – kirza leather
- روی جی. پلونکت (۱۹۱۰–۱۹۹۴)، ایالات متحده آمریکا – پلی تترافلوئورواتیلن
- Petrache Poenaru (۱۷۹۹–۱۸۷۵)، رومانی – خودنویس
- کریستوفر پلهم (۱۶۶۱–۱۷۵۱)، سوئد – قفل آویز
- نیکولای نیکولائوچ پولیکارپف (۱۸۹۲–۱۹۴۴)، روسیه – پولیکارپوف-series aircraft, including پی‌او-۲ کوکوروزنیک Kukuruznik (world's most produced biplane)
- یوجین پلی (۱۹۱۵–۲۰۱۲)، ایالات متحده آمریکا – wireless کنترل از راه دور (with رابرت آدلر)
- Ivan Polzunov (۱۷۲۸–۱۷۶۶)، روسیه – first two-cylinder موتور بخار
- Mikhail Pomortsev (۱۸۵۱–۱۹۱۶)، روسیه – ابرنما
- Olivia Poole (۱۸۸۹–۱۹۷۵)، ایالات متحده آمریکا، – Jolly Jumper baby harness
- الکساندر استپانویچ پاپوف (۱۸۵۹–۱۹۰۶)، روسیه – radio pioneer, created a گیرنده رادیو that worked as a آذرخش‌یاب
- Nikolay Popov (۱۹۳۱–۲۰۰۸)، روسیه – first fully توربین گازی main battle tank (تی-۸۰)
- Josef Popper (۱۸۳۸–۱۹۲۱)، Austria- discovered the transmission of power by electricity.
- Aleksandr Porokhovschikov (۱۸۹۲–۱۹۴۱)، روسیه – Vezdekhod (the first prototype تانک، or تانکت، و the first چرخ ممتد amphibious ATV)
- Ignazio Porro (۱۸۰۱–۱۸۷۵)، ایتالیا – Porro prism، عکاسی استریپ
- ولدیمار پولسین (۱۸۶۹–۱۹۴۲)، دانمارک – سیم ضبط صدا, arc converter
- جوزف پریستلی (۱۷۳۳–۱۸۰۴)، بریتانیا – سودا
- Alexander Procofieff de Seversky (۱۸۹۴–۱۹۷۴)، روسیه/ایالات متحده آمریکا of America – first چرخش‌نما stabilized bombsight, ionocraft, also developed سوخت‌گیری هوایی
- الکساندر میخایلوویچ پروخورف (۱۹۱۶–۲۰۰۲)، روسیه – co-مخترع لیزر و میزر
- Petro Prokopovych (۱۷۷۵–۱۸۵۰)، امپراتوری روسیه – early beehive frame, queen excluder و other زنبورداری novelties
- سرگی میخائیلوویچ پروکودین گورسکی (۱۸۶۳–۱۹۴۴)، روسیه/فرانسه – early عکاسی رنگی method based on three colour channels, also colour film slides و colour فیلم
- Mark Publicover (زاده ۱۹۵۸)، ایالات متحده آمریکا – First affordable ترامپولین safety net enclosure
- جورج پولمن (۱۸۳۱–۱۸۹۷)، ایالات متحده آمریکا – Pullman sleep wagon
- میهاجلو پاپین (۱۸۵۸–۱۹۳۵)، صربستان – pupinization (loading coils), tunable oscillator
- Tivadar Puskas (۱۸۴۴–۱۸۹۳)، مجارستان – تلفن‌خانه

## Q
- Calvin Quate (۱۹۲۳–)، with گرد بینینگ (۱۹۴۷–)، و with Christoph Gerber (?–)، ایالات متحده آمریکا/آلمان/سوئیس – میکروسکوپ نیروی اتمی
- آدولف کوتله (۱۷۹۶–۱۸۷۴)، فرانسه/بلژیک – شاخص توده بدنی

## R
- Jacob Rabinow (۱۹۱۰–۱۹۹۹)، ایالات متحده آمریکا – a.o. Magnetic particle clutch, various گرامافون-related patents
- John Goffe Rand (۱۸۰۱–۱۸۷۳)، ایالات متحده آمریکا – تیوب
- زکریای رازی (Rhazes) (۸۶۵–۹۶۵)، تاریخ ایران/ایران – تقطیر و استخراج methods, سولفوریک اسید و هیدروکلریک اسید، صابون نفت سفید، چراغ نفتی، شیمی‌درمانی، سدیم هیدروکسید
- الک ریوس (۱۹۰۲–۱۹۷۱)، بریتانیا – مدولاسیون کد پالس
- کارل رایشنباخ (۱۷۸۸–۱۸۶۹)، آلمان – نفت سفید، کرئوزوت، فنول
- تادئوس رایش‌اشتین (۱۸۹۷–۱۹۹۶)، لهستان/سوئیس – Reichstein process (industrial vitamin C synthesis)
- Ira Remsen (۱۸۴۶–۱۹۲۷)، ایالات متحده آمریکا – ساخارین
- Ralf Reski (زاده ۱۹۵۸)، آلمان – Moss bioreactor ۱۹۹۸
- یوزف رسل (۱۷۹۳–۱۸۵۷)، چکسلواکی – ship پیش‌ران
- Ri Sung-gi (۱۹۰۵–۱۹۹۶)، North Korea – واینایلون
- چارلز فرانسیس ریشتر (۱۹۰۰–۱۹۸۵)، ایالات متحده آمریکا – مقیاس بزرگی ریشتر
- Adolph Rickenbacker (۱۸۸۶–۱۹۷۶)، سوئیس – گیتار الکتریک
- هایمن جی. ریکوور (۱۹۰۰–۱۹۸۶)، ایالات متحده آمریکا – زیردریایی هسته‌ای
- Niklaus Riggenbach (۱۸۱۷–۱۸۹۹)، سوئیس – Riggenbach rack railway system, Counter-pressure brake
- دنیس ریچی (۱۹۴۱–۲۰۱۱)، ایالات متحده آمریکا – سی
- ژیل دو روبروال (۱۶۰۲–۱۶۷۵)، فرانسه – ترازوی روبروال
- جان روباک (۱۷۱۸–۱۷۹۴) UK – lead chamber process for sulfuric acid synthesis
- Francis Rogallo (۱۹۱۲–۲۰۰۹)، ایالات متحده آمریکا – Rogallo wing
- هاینریش روهرر (۱۹۳۳–۲۰۱۳)، مشترکاً به همراه گرد بینینگ (۱۹۴۷–)، سوئیس/آلمان – میکروسکوپ تونلی روبشی
- پتر یکم (Pyotr Alexeyevich Romanov)، تزار و Emperor of روسیه (۱۶۷۲–۱۷۲۵)، روسیه – decimal currency, yacht club, sounding line with separating شاغول (sounding weight probe)
- Pranoti Nagarkar-Israni، هند - Rotimatic
- ویلهلم رونتگن (۱۸۴۵–۱۹۲۳)، آلمان – ماشین پرتو ایکس
- Ida Rosenthal (۱۸۸۶–۱۹۷۳)، بلاروس/روسیه/ایالات متحده آمریکا – سینه‌بند (میدنفورم)، the standard of اندازه سینه‌بندs, nursing bra, full-figured bra, the first seamed uplift bra (all with her husband William)
- Sidney Rosenthal (۱۹۰۷–۱۹۷۹)، ایالات متحده آمریکا – ماژیک
- Eugene Roshal (زاده ۱۹۷۲)، روسیه – فار منیجر file manager, RAR قالب پرونده، وین‌رار file archiver
- Boris Rosing (۱۸۶۹–۱۹۳۳)، روسیه – گیرنده تلویزیون (first television system using لامپ پرتوی کاتدی on the receiving side)
- خیدو فان روسوم (زاده ۱۹۵۶)، هلند – پایتون
- ژان فرانسوا پیلاتر د روزیر (۱۷۵۴–۱۷۸۵)، فرانسه – Rozière balloon
- ارنو روبیک (زاده ۱۹۴۴)، مجارستان – مکعب روبیک، Rubik's Magic و Rubik's Clock
- ارنست روسکا (۱۹۰۶–۱۹۸۸)، آلمان – میکروسکوپ الکترونی

## S
- آلبرت سابین (۱۹۰۶–۱۹۹۳)، ایالات متحده آمریکا – oral واکسن فلج اطفال
- Alexander Sablukov (۱۷۸۳–۱۸۵۷)، روسیه – فن گریز از مرکز
- شرف‌الدین صابونجی‌اوغلی (۱۳۸۵–۱۴۶۸)، Turkey – illustrated جراحی atlas
- Gilles Saint-Hilaire (زاده ۱۹۴۸)، کانادا – Quasiturbine, Qurbine
- آندره ساخاروف (۱۹۲۱–۱۹۸۹)، روسیه – invented explosively pumped flux compression generator, co-developed بمب تزار و توکاماک
- جوناس سالک (۱۹۱۴–۱۹۹۵)، ایالات متحده آمریکا – injection واکسن فلج اطفال
- Franz San Galli (۱۸۲۴–۱۹۰۸)، لهستان/روسیه (مردم ایتالیا و آلمانی‌ها descent) – رادیاتور، گرمایش مرکزی
- فردریک سنگر (۱۹۱۸–۲۰۱۳)، ایالات متحده آمریکا – توالی‌یابی به روش سنگر (= DNA sequencing)
- لری سنگر (زاده ۱۹۶۸)، مشترکاً به همراه Jimmy Wales, ایالات متحده آمریکا – ویکی‌پدیا
- Yoshiyuki Sankai (ح. ۱۹۵۷–)، ژاپن – Robotic exoskeleton for motion support (medicine)
- البرتو سانتوس (۱۸۷۳–۱۹۳۲)، Brazil – کشتی هوایی و هواپیما
- Arthur William Savage (۱۸۵۷–۱۹۳۸) – لاستیک رادیالs, خشابs, Savage Model ۹۹ تفنگ اهرمی
- توماس سیوری (۱۶۵۰–۱۷۱۵)، بریتانیا – موتور بخار
- آدولف ساکس (۱۸۱۴–۱۸۹۴)، بلژیک – ساکسوفون
- Vincent Joseph Schaefer (۱۹۰۶–۱۹۹۳)، ایالات متحده آمریکا – a.o. باروری ابرها by یخ خشک
- بیلا شیتسک (۱۸۷۷–۱۹۶۷)، مجارستان – آزمایش شیتسک
- هوگو شیف (۱۸۳۴–۱۹۱۵)، آلمان – Schiff test (histology)
- Pavel Schilling (۱۷۸۶–۱۸۳۷)، استونی/روسیه – first تلگراف برقی، مین with an فیوز الکتریکی
- Gilmore Schjeldahl (۱۹۱۲–۲۰۰۲)، ایالات متحده آمریکا – Airsickness bag
- Hubert Schlafly (۱۹۱۹–۲۰۱۱)، ایالات متحده آمریکا – اتوکیو = اتوکیو
- ویلهلم شلنک (۱۸۷۹–۱۹۴۳)، آلمان – بالن اشلنک (chemistry)
- برنارد اشمیت (۱۸۷۹–۱۹۳۵)، Estonia/آلمان – دوربین اشمیت
- Otto Schmitt (۱۹۱۳–۱۹۹۸)، ایالات متحده آمریکا – اشمیت تریگر (electronics)
- Christian Schnabel (۱۸۷۸–۱۹۳۶)، آلمان – simplistic food cutleries
- کیس اسخوهامر ایمینک (زاده ۱۹۴۶)، هلند – Major contributor to development of لوح فشرده
- August Schrader (۱۸۰۷–۱۸۹۴)، ایالات متحده آمریکا – Schrader valve for تایر
- David Schwarz (۱۸۵۲–۱۸۹۷)، کرواسی، – rigid ship, later called زپلین
- ریموند اسکات (۱۹۰۸–۱۹۹۴)، ایالات متحده آمریکا — inventor و developer of electronic music technology
- Marc Seguin (۱۷۸۶–۱۸۷۵)، فرانسه – پل معلق
- هانائوکا سیشو (۱۷۶۰–۱۸۳۵)، ژاپن – بیهوش‌کننده عمومی
- Ted Selker (inv. ۱۹۸۷)، ایالات متحده آمریکا – اهرم اشاره
- سناخریب (۷۰۵–۶۸۱ پیش از میلاد)، عراق (میان‌رودان) – پیچ پمپ
- Léon Serpollet (۱۸۵۸–۱۹۰۷)، فرانسه – Flash boiler, Gardner-Serpollet steam car
- Iwan Serrurier (۱۸۷۸–۱۹۵۳)، هلند/ایالات متحده آمریکا – مخترع Moviola for تدوین
- Mark Serrurier (۱۹۰۴–۱۹۸۸)، ایالات متحده آمریکا – Serrurier truss for تلسکوپ نوری
- گرهارد سسلر (زاده ۱۹۳۱)، آلمان – foil electret microphone، میکروفون
- Guy Severin (۱۹۲۶–۲۰۰۸)، روسیه – راهپیمایی فضایی supporting system
- Ed Seymour (inv. ح. ۱۹۴۹)، ایالات متحده آمریکا – Aerosol paint
- Leonty Shamshurenkov (۱۶۸۷–۱۷۵۸)، روسیه – first خودرو (a precursor to both دوچرخه و خودرو)، projects of an original کیلومترشمار و self-propelling سورتمه
- ابن شاطر (۱۳۰۴–۱۳۷۵)، سوریه – "jewel box" device which combined a compass with a universal sundial
- بی شنگ (چینی: 畢昇) (ح. ۹۹۰–۱۰۵۱)، چین – رس چاپ سربی چاپ
- موراساکی شیکیبو (ح. ۹۷۳–۱۰۲۵)، ژاپن – داستان روان‌شناختی
- Pyotr Shilovsky (۱۸۷۱–۱۹۵۷)، روسیه/بریتانیا – gyrocar
- Masatoshi Shima (زاده ۱۹۴۳)، ژاپن – ریزپردازنده
- فتح‌الله شیرازی (ح. ۱۵۸۲)، گورکانیان – early تفنگ رگبار
- Joseph Shivers (۱۹۲۰–۲۰۱۴)، ایالات متحده آمریکا – اسپندکس
- ویلیام شاکلی (۱۹۱۰–۱۹۸۹)، ایالات متحده آمریکا – co-مخترع ترانزیستور
- هنری شرپنل (۱۷۶۱–۱۸۴۲)، بریتانیا – ترکش ammunition
- ولادیمیر شوخوف (۱۸۵۳–۱۹۳۹)، روسیه – کراکینگ (Shukhov cracking process), thin-shell structure, سازه های پارچه ای، سازه هذلولی‌وار، gridshell، خط لوله انتقال، cylindric پایانه نفتی
- شیخ مظفر شکور (زاده ۱۹۷۲)، مالزی – یاخته growth in فضای بیرونی، بلوری شدن of پروتئینs و میکروبs in space
- Augustus Siebe (۱۷۸۸–۱۸۷۲)، آلمان/UK – مخترع standard diving dress
- کارل ویلهلم زیمنس (۱۸۲۳–۱۸۸۳)، آلمان – کوره بلند روباز
- ورنر فون زیمنس (۱۸۱۶–۱۸۹۲)، آلمان – a.o. آسانسور الکتریکی، Electromote (= first اتوبوس برقی)، an early دینام
- ابوسعید سجزی (ح. ۹۴۵–۱۰۲۰)، تاریخ ایران/ایران – نظریه خورشیدمرکزی اسطرلاب
- ایگور سیکورسکی (۱۸۸۹–۱۹۷۲)، روسیه/ایالات متحده آمریکا – first four-engine هواگرد ثابت‌بال (Russky Vityaz), first هواپیمای مسافربری و purpose-designed بمب‌افکن (Ilya Muromets)، بالگرد، سیکورسکی-series helicopters
- برنارد سیلور (۱۹۲۴–۱۹۶۳)، مشترکاً به همراه نورمن وودلند (۱۹۲۱–۲۰۱۲)، ایالات متحده آمریکا – بارکد
- کیا سیلوربروک (زاده ۱۹۵۸)، استرالیا – Memjet printer, world's most prolific inventor
- Vladimir Simonov (زاده ۱۹۳۵)، روسیه – APS Underwater Assault Rifle, SPP-1 underwater pistol
- چارلز سیمونیی (زاده ۱۹۴۸)، مجارستان – نماد مجارستانی
- ابن سینا (۹۸۰–۱۰۳۷)، تاریخ ایران/ایران – تقطیر بخاری، اسانس، فارماکوپه، clinical pharmacology، کارآزمایی بالینی، آزمایش تصادفی کنترل‌شده، قرنطینه، سرطان surgery, cancer therapy, pharmacotherapy، گیاه‌درمانی، Hindiba, سرخدار L, مسدودکننده کانال کلسیم
- آیزاک سینگر (۱۸۱۱–۱۸۷۵)، ایالات متحده آمریکا – چرخ خیاطی
- بی‌اف اسکینر (۱۹۰۴–۱۹۹۰)، ایالات متحده آمریکا – محفظه شرطی‌شدن فعال
- Nikolay Slavyanov (۱۸۵۴–۱۸۹۷)، روسیه – جوشکاری با الکترود دستی پوشش‌دار
- Alexander Smakula (۱۹۰۰–۱۹۸۳)، اوکراین/روسیه/ایالات متحده آمریکا – شیشه ضد انعکاس
- مایکل اسمیت (۱۹۳۲–۲۰۰۰)، ایالات متحده آمریکا – Site-directed mutagenesis (molecular biology)
- الیور اسمیتیز (۱۹۲۵–۲۰۱۷)، مشترکاً به همراه مارتین اونز (زاده ۱۹۴۱)، و ماریو کاپکی (زاده ۱۹۳۷)، ایالات متحده آمریکا – Knockout mouse، هدف‌گیری ژنی
- Yefim Smolin، روسیه – استکان (stakan granyonyi)
- فریدریش زونکن (۱۸۴۸–۱۹۱۹)، آلمان – کلاسور، سوراخ‌کن
- سو سونگ (۱۰۲۰–۱۱۰۱)، چین – first chain drive
- Marin Soljačić (زاده ۱۹۷۴)، کرواسی – کوپلاژ القایی ارتعاشی
- ادوین ساوترن (زاده ۱۹۳۸)، ایالات متحده آمریکا – روش لکه جنوبی (molecular biology)
- Alfred P. Southwick (۱۸۲۶–۱۸۹۸)، ایالات متحده آمریکا – صندلی الکتریکی
- Igor Spassky (زاده ۱۹۲۶)، روسیه – Sea Launch platform
- پرسی لی بارون اسپنسر (۱۸۹۴–۱۹۷۰)، ایالات متحده آمریکا – دستگاه مایکروویو
- Elmer Ambrose Sperry (۱۸۶۰–۱۹۳۰)، ایالات متحده آمریکا – gyroscope-guided خلبان خودکار
- لایمن اسپیتزر (۱۹۱۴–۱۹۹۷)، ایالات متحده آمریکا – استلراتور (فیزیک)
- Bhargav Sri Prakash (زاده ۱۹۷۷)، هند/ایالات متحده آمریکا – Learnification platform at FriendsLearn، واقعیت مجازی System, الکترومغناطیس collision avoidance system, OBD based in-vehicle powertrain performance measurement, rate based driver controls for drive by wire systems
- لادیسلاس استارویچ (۱۸۸۲–۱۹۶۵)، روسیه/فرانسه – استاپ موشن، live-action/animated film
- Gary Starkweather (زاده ۱۹۳۸)، ایالات متحده آمریکا – چاپگر لیزری، مدیریت رنگ
- Boris Stechkin (۱۸۹۱–۱۹۶۹)، روسیه – co-developer of Sikorsky Ilya Muromets و Tsar Tank, developer of Soviet ماشین گرمایی و موتور هواگردs
- جرج استیونسن (۱۷۸۱–۱۸۴۸)، بریتانیا – لوکوموتیو بخار
- سیمون استیون (۱۵۴۸–۱۶۲۰)، هلند – land yacht
- آندریاس اشتیهل (۱۸۹۶–۱۹۷۳)، سوئیس/آلمان – اره زنجیری الکتریکی
- رابرت استیرلینگ (۱۷۹۰–۱۸۷۸)، اسکاتلند – موتور استرلینگ
- Aurel Stodola (۱۸۵۹–۱۹۴۲)، اسلواکی – توربین گازی
- Aleksandr Stoletov (۱۸۳۹–۱۸۹۶)، روسیه – first سلول خورشیدی based on the outer اثر فوتوالکتریک
- لوی اشتراوس (۱۸۲۹–۱۹۰۲)، ایالات متحده آمریکا – blue شلوار جین
- John Stringfellow (۱۷۹۹–۱۸۸۳)، بریتانیا – aerial steam carriage
- بی‌یارنه استراس‌تروپ (زاده ۱۹۵۰)، دانمارک – سی پلاس‌پلاس (programming language)
- Almon Strowger (۱۸۳۹–۱۹۰۲)، ایالات متحده آمریکا – تلفن‌خانه
- Emil Strub (۱۸۵۸–۱۹۰۹)، سوئیس – Strub rack railway system
- عبدالرحمن صوفی (Azophi) (۹۰۳–۹۸۶)، تاریخ ایران/ایران – timekeeping اسطرلاب، navigational astrolabe، نقشه‌برداری astrolabe
- Kyota Sugimoto (۱۸۸۲–۱۹۷۲)، ژاپن – ژاپنese language typewriter
- Mutsuo Sugiura (۱۹۱۸–۱۹۸۶)، ژاپن – اوسوفاژوگاسترودوداندوسکوپی
- پاول سوخو (۱۸۹۵–۱۹۷۵)، روسیه – سوخو-series هواپیمای جنگنده
- Simon Sunatori (زاده ۱۹۵۹)، کانادا – مخترع MagneScribe و Magic Spicer
- Sushruta (۶۰۰ پیش از میلاد)، دوره ودایی – مخترع Plastic Surgery, Cataract Surgery, Rhinoplasty
- تئودور سودبرگ (۱۸۸۴–۱۹۷۱)، سوئد – اولتراسانتریفیوژ
- جوزف سوان (۱۸۲۸–۱۹۱۴)، بریتانیا – لامپ رشته‌ای
- Robert Swanson (۱۹۰۵–۱۹۹۴)، کانادا – Invented و developed the first multi-chime air horn for use with لوکوموتیو دیزلیs
- Remi Swierczek (زاده ۱۹۵۸)، لهستان – مخترع Music Identification System و the Mico Changer (coin hopper و dispenser used in casinos)
- Andrei Sychra (ح. ۱۷۷۳/۷۶–۱۸۵۰)، لیتوانی/روسیه، مردم چک descent – روسیهn seven-string guitar
- Vladimir Syromyatnikov (۱۹۳۳–۲۰۰۶)، روسیه – Androgynous Peripheral Attach System و other فضاپیما docking mechanisms
- Simon Sze (زاده ۱۹۳۶)، Taiwan/ایالات متحده آمریکا، مشترکاً به همراه داوون کانگ (۱۹۳۱–۱۹۹۲)، South Korea – ماسفت گیت-شناور
- لئو زیلارد (۱۸۹۸–۱۹۶۴)، مجارستان/ایالات متحده آمریکا – Co-developed جنگ‌افزار هسته‌ای، patented رآکتور هسته‌ای، catalyst پروژه منهتن

## T
- Muhammad Salih Tahtawi (fl.۱۶۵۹–۱۶۶۰)، گورکیگانیان – seamless کره جغرافیایی و celestial globe
- Gyula Takátsy (۱۹۱۴–۱۹۸۰)، مجارستان – first پلیت میکروتیتر
- استر تاکوچی (زاده ۱۹۵۳) – holds more than 150 US-patents, the largest number for any woman in the ایالات متحده آمریکا
- ایگور یوگنیویچ تام (۱۸۹۵–۱۹۷۱)، روسیه – co-developer of توکاماک
- چینگ وی تانگ (زاده ۱۹۴۷)، Hong Kong/ایالات متحده آمریکا، مشترکاً به همراه Steven Van Slyke، ایالات متحده آمریکا – دیود گسیل نور ارگانیک
- طرسوسی (ح. ۱۱۸۷)، Middle East – counterweight کشکنجیر، منگونل
- Gustav Tauschek (۱۸۹۹–۱۹۴۵)، Austria – طبله
- Kenyon Taylor (inv. ۱۹۶۱)، ایالات متحده آمریکا – Flip-disc display
- برنارد تلگن (۱۹۰۰–۱۹۹۰)، هلند – pentode
- ادوارد تلر (۱۹۰۸–۲۰۰۳)، مجارستان – بمب هیدروژنی
- Eli Terry (۱۷۷۲–۱۸۵۲)
- نیکولا تسلا (۱۸۵۶–۱۹۴۳)، کرواسی/Serbia – موتور القایی، high-voltage / high-frequency power experiments, the transmission of electrical power
- لئون ترمین (۱۸۹۶–۱۹۹۳)، روسیه – ترمین، ویدئوی درهم‌بافته، دزدگیر، terpsitone, Rhythmicon (first ماشین درام)، Thing (listening device)
- Charles Xavier Thomas de Colmar (۱۷۸۵–۱۸۷۰)، فرانسه – Arithmometer
- الیهو تامسون (۱۸۵۳–۱۹۳۷)، بریتانیا، ایالات متحده آمریکا – Prolific inventor, لامپ قوسی و many others
- ویلیام تامسون (۱۸۲۴–۱۹۰۷)، بریتانیا – کلوین absolute temperature scale
- Eric Tigerstedt (۱۸۸۷–۱۹۲۵)، Finland – Sound-on-film, triode لامپ خلأ
- Kalman Tihanyi (۱۸۹۷–۱۹۴۷)، مجارستان – co-مخترع لامپ پرتوی کاتدی و آیکونوسکوپ
- Mikhail Tikhonravov (۱۹۰۰–۱۹۷۴)، روسیه – co-developer of اسپوتنیک-۱ (the first artificial satellite) مشترکاً به همراه سرگئی کارالیوف و Keldysh, designer of further اسپوتنیک-۱s
- Gavriil Adrianovich Tikhov (۱۸۷۵–۱۹۶۰)، روسیه – feathering طیف‌سنج نوری
- Benjamin Chew Tilghman (۱۸۲۱–۱۸۹۷)، ایالات متحده آمریکا – ساب‌پاشی
- Fedor Tokarev (۱۸۷۱–۱۹۶۸)، روسیه – تپانچه ته‌ته semiautomatic handgun و SVT-40 self-loading rifle
- ری تاملینسون (inv. ۱۹۷۱)، ایالات متحده آمریکا – First inter-computer ایمیل
- اوانجلیستا توریچلی (۱۶۰۸–۱۶۴۷)، ایتالیا – فشارسنج
- Alfred Traeger (۱۸۹۵–۱۹۸۰)، استرالیا – Pedal radio
- ریچارد ترویتیک (۱۷۷۱–۱۸۳۳)، بریتانیا – high-pressure موتور بخار، first full-scale لوکوموتیو بخار
- Franc Trkman (۱۹۰۳–۱۹۷۸)، اسلوونی – electrical switches, accessories for opening windows
- هانس تروپش (۱۸۸۹–۱۹۳۵)، مشترکاً به همراه فرانتس یوزف امیل فیشر (۱۸۷۷–۱۹۴۷)، آلمان – فرایند فیشر–تروپش (refinery process)
- Yuri Trutnev (زاده ۱۹۲۷)، روسیه – co-developer بمب تزار
- راجر تسین (۱۹۵۲–۲۰۱۶)، مشترکاً به همراه اسامو شیمومورا (زاده ۱۹۲۸) و مارتین کلایف (زاده ۱۹۴۷)، ایالات متحده آمریکا – Discovery و development of پروتئین فلورسنت سبز
- کنستانتین تسیولکوفسکی (۱۸۵۷–۱۹۳۵)، روسیه – پرواز فضایی
- میخایل تسوت (۱۸۷۲–۱۹۱۹)، روسیه – کروماتوگرافی (specifically کروماتوگرافی، first chromatography method)
- الکسی توپولف (۱۹۲۵–۲۰۰۱)، روسیه – توپولف-۱۴۴ (first زبرصوت passenger jet)
- آندری توپولف (۱۸۸۸–۱۹۷۲)، روسیه – توربوپراپ powered long-range airliner (توپولف-۱۱۴)، توربوپراپ strategic bomber (توپولف-۹۵)
- خواجه نصیرالدین طوسی (۱۲۰۱–۱۲۷۴)، تاریخ ایران/ایران – رصدخانه، جفت طوسی
- شرف‌الدین طوسی (۱۱۳۵–۱۲۱۳)، تاریخ ایران/ایران – linear اسطرلاب

## U
- شینتارو یودا (۱۸۶۹–۱۹۷۶)، مشترکاً به همراه هیدتسوگو یاگی (۱۸۸۶–۱۹۷۶)، ژاپن – آنتن شاخه‌ای
- Lewis Urry (۱۹۲۷–۲۰۰۴)، کانادا – long-lasting باتری قلیایی
- Tomislav Uzelac، کرواسی – first successful MP3 player, AMP

## V
- Ira Van Gieson (۱۸۶۶–۱۹۱۳)، ایالات متحده آمریکا – Van Gieson's stain (histology)
- Theophilus Van Kannel (۱۸۴۱–۱۹۱۹)، ایالات متحده آمریکا – در گردان (۱۸۸۸)
- ولادیمیر وکسلر (۱۹۰۷–۱۹۶۶)، روسیه – synchrophasotron, co-مخترع سنکروترون
- جان ون (۱۸۳۴–۱۹۲۳)، بریتانیا – نمودار ون (۱۸۸۱)
- Auguste Victor Louis Verneuil (۱۸۵۶–۱۹۱۳)، فرانسه – روش ورنویل (crystal growth)
- پیر ورنیه (۱۵۸۰–۱۶۳۷)، فرانسه – مقیاس ورنیه (۱۶۳۱)
- Lucien Vidi (۱۸۰۵–۱۸۶۶)، فرانسه – فشارنگار
- Edgar Villchur (۱۹۱۷–۲۰۱۱)، ایالات متحده آمریکا – a.o. Acoustic suspension (loudspeaker)
- آرتوری ایلماری ویرتانن (۱۸۹۵–۱۹۷۳)، Finland – a.o. AIV fodder
- آلساندرو ولتا (۱۷۴۵–۱۸۲۷)، ایتالیا – باتری، جستار وابسته پیل ولتایی
- Bernard Vonnegut (۱۹۱۴–۱۹۹۷)، مشترکاً به همراه باروری ابرها، و باروری ابرها، ایالات متحده آمریکا – a.o. باروری ابرها by یدید نقره
- Ivan Vučetić (۱۸۵۸–۱۹۲۵)، کرواسی – روش اثر انگشت classification

## W
- پاول والدن (۱۸۶۳–۱۹۵۷)، لتونی/روسیه/آلمان – وارونگی والدن، اتیل‌آمونیوم نیترات (the first room temperature مایع یونی)
- جیمی ویلز (زاده ۱۹۶۶)، مشترکاً به همراه Larry Sanger, ایالات متحده آمریکا – Wikipedia
- Madam C.J. Walker (۱۸۶۷–۱۹۱۹)، ایالات متحده آمریکا – beauty و hair products for African American women
- بارنز والیس (۱۸۸۷–۱۹۷۹)، بریتانیا – bouncing bomb
- Ruth Graves Wakefield (۱۹۰۳–۱۹۷۷)، ایالات متحده آمریکا – chocolate chip cookie
- Frederick Walton (ح. ۱۸۳۴–۱۹۲۸)، بریتانیا – مشمع کف
- Aldred Scott Warthin (۱۸۶۶–۱۹۳۱)، مشترکاً به همراه Allen Chronister Starry (۱۸۹۰–۱۹۷۳)، ایالات متحده آمریکا – Warthin–Starry stain (histology)
- رابرت واتسون-وات (۱۸۹۲–۱۹۷۳)، اسکاتلند – microwave رادار
- جیمز وات (۱۷۳۶–۱۸۱۹)، اسکاتلند – improved موتور بخار
- توماس وج‌وود (۱۷۷۱–۱۸۰۵)، بریتانیا – first (not permanent) photograph
- کارل اوئر فون ولسباخ (۱۸۵۸–۱۹۲۹)، Austria – Gas mantle, ferrocerium
- Jonas Wenström (۱۸۵۵–۱۸۹۳)، سوئد – توان الکتریکی سه فاز
- جرج وستینگهاوس (۱۸۴۶–۱۹۱۴)، ایالات متحده آمریکا – Air brake (rail)
- چارلز ویتستون (۱۸۰۲–۱۸۷۵)، بریتانیا – a.o. concertina، برجسته‌بین، میکروفون، رمزنگاری پلی‌فیر, pseudoscope، دینام
- ریچارد تی. ویت کمب (۱۹۲۱–۲۰۰۹)، ایالات متحده آمریکا – Supercritical airfoil، بالک
- ایلای ویتنی (۱۷۶۵–۱۸۲۵)، ایالات متحده آمریکا – ماشین پنبه‌پاک‌کن
- فرانک وایتل (۱۹۰۷–۱۹۹۶)، بریتانیا – co-مخترع موتور جت
- Otto Wichterle (۱۹۱۳–۱۹۸۹)، چکسلواکی – soft عدسک
- Norman Wilkinson (۱۸۷۸–۱۹۷۱)، بریتانیا – Dazzle camouflage
- چارلز تامسون ریس ویلسون (۱۸۶۹–۱۹۵۹)، بریتانیا – اتاقک ابر
- پل وینچل (۱۹۲۲–۲۰۰۵)، ایالات متحده آمریکا – قلب مصنوعی
- سرگئی وینوگرادسکی (۱۸۵۶–۱۹۵۳)، روسیه / اتحاد شوروی – Winogradsky column for culturing microorganisms
- نیکلاوس ویرت (زاده ۱۹۳۴)، سوئیس – پاسکال
- A. Baldwin Wood (۱۸۷۹–۱۹۵۶)، ایالات متحده آمریکا – high volume pump
- نورمن وودلند (۱۹۲۱–۲۰۱۲)، مشترکاً به همراه برنارد سیلور (۱۹۲۴–۱۹۶۳)، ایالات متحده آمریکا – بارکد
- گرنویل وودز (۱۸۵۶–۱۹۱۰)، ایالات متحده آمریکا – Synchronous Multiplex Railway Telegraph
- James Homer Wright (۱۸۶۹–۱۹۲۸)، ایالات متحده آمریکا – Wright's stain (histology)
- برادران رایت، Orville (۱۸۷۱–۱۹۴۸) و Wilbur (۱۸۶۷–۱۹۱۲) – ایالات متحده آمریکا – هواگرد ثابت‌بال
- Arthur Wynne (۱۸۶۲–۱۹۴۵)، بریتانیا – creator of جدول کلمات متقاطع

## X
- Yi Xing (۶۸۳–۷۲۷)، چین – ساعت نجومی

## Y
- Pavel Yablochkov (۱۸۴۷–۱۸۹۴)، روسیه – Yablochkov candle (first commercially viable electric carbon لامپ قوسی)
- هیدتسوگو یاگی (۱۸۸۶–۱۹۷۶)، مشترکاً به همراه شینتارو یودا (۱۸۹۶–۱۹۷۶)، ژاپن – آنتن شاخه‌ای
- الکساندر سرگیویچ (۱۹۰۶–۱۹۸۹)، روسیه – یاکوولف-series aircraft, including یاکوولف یاک-۴۰ (the first جت منطقه‌ای)
- Linus Yale Jr. (۱۸۲۱–۱۸۶۸)، ایالات متحده آمریکا – قفل سوزنی غلتان
- Linus Yale Sr. (۱۷۹۷–۱۸۵۸)، ایالات متحده آمریکا Penetomas – قفل سوزنی غلتان
- Shunpei Yamazaki (زاده ۱۹۴۲)، ژاپن – patents in a.o. علوم رایانه و فیزیک حالت جامد، see List of prolific inventors
- Gazi Yasargil (زاده ۱۹۲۵)، Turkey – جراحی مغز و اعصاب
- Ryōichi Yazu (۱۸۷۸–۱۹۰۸)، ژاپن – Yazu Arithmometer
- گونپی یوکوی (۱۹۴۱–۱۹۹۷)، ژاپن – گیم بوی
- آرتور ام. یانگ (۱۹۰۵–۱۹۹۵)، ایالات متحده آمریکا – بل هلیکوپتر
- Vladimir Yourkevitch (۱۸۸۵–۱۹۶۴)، روسیه/فرانسه/ایالات متحده آمریکا – ship hull design
- یویو تو (زاده ۱۹۳۰)، چین – Artemisinin
- Sergei Yudin (۱۸۹۱–۱۹۵۴)، روسیه – cadaveric blood transfusion و other medical operations
- محمد یونس (زاده ۱۹۴۰)، بنگلادش – اعتباردهی خرد، سرمایه‌گذاری خرد
- ابویوسف یعقوب بن عبدالحق (ح. ۱۲۷۴)، مراکش/اندلس – ابزارهای محاصره توپ
- Abraham Albert Yuzpe (inv. ح. ۱۹۷۴)، ایالات متحده آمریکا – Yuzpe regimen (= form of پیشگیری اضطراری از بارداری)

## Z
- ابوالقاسم زهراوی (Abulcasis) (۹۳۶–۱۰۱۳)، اندلس – catgut بخیه، various surgical instruments و dental devices
- فرانک زامبونی (۱۹۰۱–۱۹۸۸)، ایالات متحده آمریکا – یخ‌پرداز
- جوزپه زامبونی (۱۷۷۶–۱۸۴۶)، ایتالیا – پیل زامبونی (early battery)
- لودویک زامنهوف (۱۸۵۹–۱۹۱۷)، روسیه/لهستان – زبان اسپرانتو
- Walter Zapp (۱۹۰۵–۲۰۰۳)، Latvia/Estonia/آلمان – Minox (subminiature camera)
- ابراهیم زرقالی (Arzachel) (۱۰۲۸–۱۰۸۷)، اندلس – سالنما، استوانما، universal اسطرلاب
- Yevgeny Zavoisky (۱۹۰۷–۱۹۷۶)، روسیه – تشدید پارامغناطیسی الکترون، co-developer of طیف‌سنجی تشدید مغناطیسی هسته‌ای
- نیکولای زلینسکی (۱۸۶۱–۱۹۵۳)، روسیه – the first effective filtering coal ماسک گاز in the world
- فردیناند زپلین (۱۸۳۸–۱۹۱۷)، آلمان – زپلین
- فریتز زرنیکه (۱۸۸۸–۱۹۶۶)، هلند – میکروسکوپ تضاد فاز
- Tang Zhongming (۱۸۹۷–۱۹۸۰)، چین – موتور درون‌سوز powered by زغال
- Jian Zhou (۱۹۵۷–۱۹۹۹)، مشترکاً به همراه Ian Hector Frazer (۱۹۵۳–)، چین/ایالات متحده آمریکا – واکسن پاپیلوما ویروس انسانی against سرطان دهانه رحم
- نیکولای ژوکوفسکی (۱۸۴۷–۱۹۲۱)، روسیه – an early تونل باد، co-developer Tsar Tank
- کارل زیگلر (۱۸۹۸–۱۹۷۳)، مشترکاً به همراه جولیو ناتا (۱۹۰۳–۱۹۷۹)، آلمان/Italy – کاتالیزگر زیگلر-ناتا
- Franz Ziehl (۱۸۵۷–۱۹۲۶)، مشترکاً به همراه Friedrich Neelsen (۱۸۵۴–۱۸۹۸)، آلمان – Ziehl–Neelsen stain (histology)
- کنراد تسوزه (۱۹۱۰–۱۹۹۵)، آلمان – invented the first programmable general-purpose computer (Z۱، Z۲، زد۳، زد۴)
- Vasily Zvyozdochkin (۱۸۷۶–۱۹۵۶)، روسیه – ماتروشکا (مشترکاً به همراه Sergey Malyutin)
- ولادیمیر زورکین (۱۸۸۹–۱۹۸۲)، روسیه/ایالات متحده آمریکا – آیکونوسکوپ, kinescope.

1. ↑  Rogers, David (۲۰۰۹). Inventions و their inventors. [Hertford, England]: M-Y Books. ISBN 1906986584.
2. ↑  Poyer, Joe. The AK-47 and AK-74 Kalashnikov Rifles و Their Variations. North Cape Publications. 2004.
3. ↑  "FPO IP Research & Communities". Freepatentsonline.com. Retrieved 2012-10-22.
4. ↑  Parada (n.d.), George. "Panzerkampfwagen T-۳۴(r)". Achtungpanzer.com. Archived from the original on 10 June 2008. Retrieved November 17, 2008.